# آن (فیلم ۲۰۱۷)
آن (انگلیسی: It؛ که با عنوان آن: بخش اول نیز شناخته می‌شود) یک فیلم آمریکایی در ژانر فراطبیعی ترسناک به کارگردانی اندی موسکیِتی است که در سال ۲۰۱۷ اکران شد. فیلم‌نامهٔ این فیلم توسط کری فوکوناگا بر اساس رمانی به همین نام، نوشتهٔ استیون کینگ به رشتهٔ تحریر درآمده‌است. اتفاقات فیلم در تابستان سال ۱۹۸۹ رخ می‌دهد و داستان هفت کودک از شهر خیالی دِری در ایالت مین آمریکا را دنبال می‌کند که در اثر مواجهه با دلقکی ناشناس دچار وحشت شده‌اند. پیش‌تر نیز در سال ۱۹۹۰، مینی‌سریالی بر اساس این رمان ساخته شده بود که با واکنش‌های ضدونقیضی همراه بود.
جیدن لیبرهر، بیل اسکاشگورد، فین ولفهارد، سوفیا لیلیس، چوزن جیکوبس، جک دیلن گریزر، جرمی ری تیلور، وایات اولف، نیکلاس همیلتون و جکسون رابرت اسکات از جمله بازیگران فیلم هستند. فیلم‌برداری آن از ۲۷ ژوئن ۲۰۱۶ در تورنتو کانادا آغاز شد و در ۲۱ سپتامبر ۲۰۱۶ در اوشاوا به پایان رسید. انتاریو و پورت هوپ از دیگر لوکیشن‌های فیلم‌برداری بودند. کمپانی نیو لاین سینما، کار ساخت و تهیه‌کنندگی فیلم را برعهده دارد و کمپانی برادران وارنر نیز مسئول اکران و پخش فیلم بوده‌است.
فرش قرمز فیلم در تاریخ ۵ سپتامبر ۲۰۱۷ در شهر لس آنجلس برگزار و اکران گستردهٔ آن از ۸ سپتامبر ۲۰۱۷ آغاز شد. با وجود اینکه بودجهٔ فیلم تنها ۳۵ میلیون دلار بود، آن، در مجموع ۷۰۲ میلیون دلار در سراسر جهان فروش کرد. این فیلم، پرفروش‌ترین فیلم ترسناک تاریخ سینماست. همچنین بعد از فیلم‌های جوکر،  ددپول ۲، ددپول و ماتریکس: بارگذاری مجدد پنجمین فیلم پرفروش درجه «آر» تاریخ سینماست. فیلم نقدهای بسیار مثبتی از سوی منتقدان و تماشاگران دریافت کرد و در زمینه‌های کارگردانی، شخصیت‌پردازی، موسیقی، فیلم‌برداری و عملکرد تیم بازیگری ستایش شد. منتقدان فیلم آن را یکی از بهترین اقتباس‌های سینمایی از کتاب‌های استیون کینگ و یکی از بهترین فیلم‌های ترسناک تاریخ سینما توصیف کردند.
دنبالهٔ این فیلم به کارگردانی موسکیتی، با نام آن: بخش دوم، در تاریخ ۶ سپتامبر ۲۰۱۹ اکران شد.

## داستان

بیل اسکاشگورد در نقش پنی‌وایز در نمایی از فیلم.

زمستان سال ۱۹۸۸ در شهر دری، پسر بچه‌ای به نام جُرجی به برادر خود بیل اصرار می‌کند که برای بازی در زیر باران به او ملحق شود اما بیل که مریض است و از لکنت زبان نیز رنج می‌برد قبول نمی‌کند و جرجی تنهایی بیرون می‌رود. هنگام بازی در زیر باران، جریان آب قایق کاغذی جرجی را از مسیر منحرف کرده و آن را به درون فاضلاب می‌برد. جرجی به دنبال قایق خود می‌رود اما ناگهان با دلقک عجیبی برخورد می‌کند که قایق او را در دست دارد. دلقک خود را پنی‌وایز معرفی می‌کند. جرجی که از ملاقات با دلقک هراسان شده، می‌خواهد از آن مکان برود ولی پنی‌وایز به جرجی حمله کرده و دستش را قطع می‌کند و سپس او را با خود به درون فاضلاب می‌برد.
چندین ماه از این اتفاق می‌گذرد و ماجراها از تابستان ۱۹۸۹ دنبال می‌شود. بیل به خاطر اتفاقی که برای برادرش افتاده از طرف خانواده‌اش طرد شده و اوقات خودش را تنها در میان اعضای باشگاه بازندگان که دوستان بسیار صمیمی‌اش هستند تجربه می‌کند. بیل که هیچ‌وقت مرگ برادرش را قبول نکرده و گمان می‌کند او گم شده‌است تصمیم می‌گیرد که در طول تابستان به دنبال برادرش برود و ناپدید شدن تعدادی دیگر از بچه‌های شهر نیز انگیزه او را بیشتر می‌کند که جرجی مثل هزاران بچه دیگر به طرز مرموزی ناپدید شده‌است. در ادامه با اضافه شدن دو پسر و یک دختر دیگر به نام‌های بن، مایک و بورلی، گروه باشگاه بازندگان تکمیل می‌شود. نقطه مشترک همه این افراد غیر از خاص بودنشان این است که همه آن‌ها توسط دانش‌آموز جامعه‌ستیزی به نام هنری باورز و نوچه‌هایش مورد آزار و اذیت قرار می‌گیرند.
بعد از گذشت مدتی هر کدام از اعضای باشگاه بازندگان غیر از ریچی به طرز عجیبی مورد حمله و تهدید پنی‌وایز قرار می‌گیرند و دچار وحشت می‌شوند. روز بعد همه آن‌ها اتفاقاتی که برایشان افتاده را برای یکدیگر تعریف می‌کنند و متوجه می‌شوند که دلقکی ناشناس منبع ترس‌های آنهاست. بن که در حال انجام یک پروژه برای درس تاریخ است برای دیگران تعریف می‌کند که هنگام مطالعه متوجه شده پیش‌تر نیز گم شدن سریالی بچه‌ها در این شهر سابقه داشته‌است. تحقیقات بعدی آن‌ها مشخص می‌کند که پنی‌وایز (که باشگاه بازندگان به اسم آن صدایش می‌کنند) موجودی اهریمنی است که هر ۲۷ سال یک‌بار، از خواب برمی‌خیزد و در طول حضور یک ساله‌اش، بچه‌ها را شکار کرده و از ترس آن‌ها تغذیه می‌کند تا بتواند به حیات خود ادامه دهد. بیلی که با فهمیدن این موضوع خود را به پیدا کردن برادرش بیشتر از همیشه نزدیک می‌بیند، تصمیم می‌گیرد به خانه‌ای متروکه برود که به نظر محل زندگی پنی‌وایز است. راضی کردن دیگر بچه‌های گروه برای وارد شدن به خانه ابتدا کمی طول می‌کشد اما آن‌ها در نهایت قبول می‌کنند که با بیلی وارد خانه شوند. اما کارها آنطور که بیلی پیش‌بینی کرده جلو نمی‌رود و تجربه‌ای ترسناک برای اعضای باشگاه بازندگان هنگام مواجه با پنی‌وایز رقم می‌خورد. بچه‌ها در نهایت با دردسر موفق به فرار از خانه می‌شوند. ریچی که حسابی ترسیده به بیلی می‌گوید که جرجی مرده و بیل باید این قضیه را قبول کند و بیلی نیز با ریچی درگیر می‌شود و بدین ترتیب گروه از هم می‌پاشد و بیلی تنها می‌ماند.
بعد از این اتفاق، بورلی به خانه خود برمی‌گردد و با پدرش روبه‌رو می‌شود. پدر بورلی که در تمام مدت از دختر خود سوءاستفاده جنسی می‌کرده‌است دوباره برای این کار به او حمله می‌کند اما بورلی با وسیله‌ای محکم به سر او زده و پدرش را می‌کشد. بورلی که ترسیده قصد فرار می‌کند اما ناگهان پنی‌وایز جلوی راهش قرار گرفته و او را با خود می‌برد. بیلی که متوجه این موضوع می‌شود به سراغ ریچی رفته و دوباره اعضای باشگاه بازندگان را دور هم جمع می‌کند تا بورلی را نجات دهند. باشگاه بازندگان دوباره وارد خانه پنی‌وایز می‌شوند و در آنجا با هنری باورز برخورد می‌کنند. هنری که تحت تأثیر پنی‌وایز پدر خود را که به‌شدت از او متنفر بوده را به قتل رسانده با مایکل درگیر می‌شود و مایکل او را به داخل چاهی پرتاب می‌کند و باعث مرگش می‌شود. دنبال کردن ردها، باشگاه بازندگان را به غار عجیبی می‌رساند که بورلی و همه بچه‌های گم شده به صورت معلق در آن قرار دارند. باشگاه بازندگان موفق می‌شوند بورلی را که فاصله چندانی با مرگ ندارد نجات دهند اما در هنگام فرار با پنی‌وایز روبه‌رو می‌شوند. پنی‌وایز که لحظات آخر حضورش بر زمین را می‌گذراند و قدرتش رو به زوال است، در مواجه و درگیری با باشگاه بازندگان گیج شده و در نهایت شکست می‌خورد و به خواب ۲۷ ساله خود فرومی‌رود و باشگاه بازندگان نیز از محل فرار می‌کنند.
در پایان فیلم، بیلی که با پیدا کردن لباس بارانی زرد جرجی مطمئن می‌شود او مرده، از دیگر بچه‌ها می‌خواهد که قول بدهند که ۲۷ سال بعد اگر پنی‌وایز دوباره برگشت آن‌ها هم برای مبارزه و دفاع از دری بازگردند و باشگاه بازندگان نیز این مسئله را قبول می‌کنند. سپس بچه‌ها از یکدیگر جدا شده و هرکدام به دنبال سرنوشت خودشان می‌روند.

## بازیگران
- جیدن لیبرهر در نقش بیلی دنبرا

رهبر گروه «باشگاه بازندگان» است که بسیار به سلامت دوستانش اهمیت می‌دهد. نوجوانی باهوش و تاحدودی منزوی که بعد از مرگ برادر کوچک خود سوگند انتقام خورده و تمام تلاش خود را می‌کند تا از رازهای تاریک دلقک آگاه شود. بیلی خود را به نوعی مسئول مرگ برادرش می‌داند. او همچنین لکنت زبان دارد و به خصوص در مواقعی که می‌ترسد قادر نیست به درستی صحبت کند. از دست دادن برادرش باعث می‌شود تا او از هر شخص دیگری برای مبارزه با هیولا مصمم‌تر باشد و برای همین هم است که دیگر اعضای گروه او را به‌عنوان رهبر خود قبول دارند. موسکیتی، کارگردان فیلم دربارهٔ این شخصیت گفته‌است: «بیل در خانه خودش همچون یک روح می‌ماند. هیچ‌کس او را نمی‌بیند زیرا والدینش هرگز نمی‌توانند حادثه تلخی که برای جرجی رقم خورد را فراموش کنند.» تای سیمپکینز اولین گزینه‌ای بود که برای این نقش مطرح شد اما او این نقش را رد کرد و کارگردان فیلم، جیدن لیبرهر را که بازی او در فیلم تحسین شده ویژه نیمه‌شب مورد توجه قرار گرفته شده بود، برای این نقش انتخاب کرد.
- بیل اسکاشگورد در نقش آن/پنی‌وایز:

موجودی اهریمنی و باستانی که هر بیست‌وهفت سال یکبار برمی‌خیزد. او توانایی‌های ویژه‌ای همچون تغییر شکل دارد ولی بیشتر خود را به صورت یک دلقک به بچه‌ها نشان می‌دهد. ترفندهای او باعث می‌شود تا تقریباً هیچ فرد بزرگسالی با او کاری نداشته باشد. در عوض بچه‌ها به راحتی به او جذب می‌شوند و او با حیله‌هایش آن‌ها را به دام می‌اندازد. ویل پولتر نخستین انتخاب برای ایفای نقش بود، ولی پولتر حاضر نشد در این فیلم بازی کند. مارک رایلنس، بن مندلسون، کرک اسودو، ریچارد آرمیتاژ، هوگو ویوینگ و حتی تیلدا سوئینتن نیز برای این نقش در نظر گرفته شدند اما هرکدام به دلایلی نتوانستند بازی در فیلم را قبول کنند. در نهایت اسکارشگورد برای این نقش انتخاب شد. اسکارشگورد بعد از گرفتن نقش طی مصاحبه‌ای اعلام کرد که می‌خواهد از بازی در این نقش لذت ببرد. او می‌خواست که پنی‌وایز بسیار متفاوت‌تری را نسبت به نسخه سریال که تیم کوری نقشش را ایفا کرده بود، خلق کند. او در این باره گفته‌است: «کاری که تیم در سریال انجام داد، فوق‌العاده بود اما برای من مهم است که چیز متفاوت‌تری را به تصویر بکشم.» عوامل فیلم می‌گویند که اسکارشگورد بعد از گریم شدن و قرار گرفتن در ظاهر پنی‌وایز گفته‌است: «پسر، این واقعاً بامزه است.» کارگردان فیلم تصمیم گرفت ظاهر شخصیت دلقک را با الهام از شخصیت جوکر در فیلم شوالیهٔ تاریکی با بازی هیث لجر بسازد تا بهتر بتواند وجود نیروی شرّ موجود در شهر را به بیننده نشان دهد.
- فین ولفهارد در نقش ریچارد/ریچی توزیر:[E ۱۵]

بهترین و صمیمی‌ترین دوست ویلیام و عجیب‌ترین و بازیگوش‌ترین عضو باشگاه بازندگان است. او موهای بلندی دارد و عینک بزرگی به صورت می‌زند که باعث می‌شود شبیه به عقب مانده‌ها به نظر برسد. به خاطر صدای بلند و نوع مبهم حرف زدنش که اغلب هم او را به دردسر می‌اندازد، در مدرسه به او لقب «دهن زباله» داده‌اند. از جمله عقاید عجیب ریچی این است که باید تعداد افراد باشگاه بازندگان دقیقاً هفت نفر باشد زیرا هفت یک عدد جادویی است. همچنین کنایه‌های او به هنری باورز یکی از دلایل دشمنی گروه باورز با باشگاه بازندگان است. فین ولفهارد ستاره سریال چیزهای عجیب این نقش را برعهده دارد. ولفهارد تنها بازیگر نوجوان فیلم است که حضورش از زمان فوکوناگا (نخستین کارگردان فیلم) در فیلم قطعی بود. او نخستین کسی بود که اولین عکس رسمی از فیلم را در صفحه اینستاگرام خود منتشر کرد و در زیر آن نوشت: «تورنتو در تسخیر باشگاه بازندگان.» شخصیت ریچی به خاطر ظاهر و خصوصیات جالبش از محبوب‌ترین شخصیت‌های کتاب محسوب می‌شود.
- جرمی ری تیلور در نقش بنجامین/بن هنسکوم:[E ۱۷]

در نگاه اول، کسل‌کننده‌ترین عضو باشگاه بازندگان است. پسری چاق که ظاهراً توانایی ویژه‌ای ندارد اما به مرور، ثابت می‌کند که همچون بقیه بازندگان خصوصیت‌های خاص خود را دارد. بن بسیار باهوش است و بسیار به مطالعه علاقه دارد. در بعضی از مواقع، این هوش و دانش بن است که باشگاه بازندگان را از خطر نجات می‌دهد. بن در داخل و خارج مدرسه بیشتر از هر شخص دیگری مورد آزار و اذیت قرار گرفته و موقعیت‌هایی که در آن‌ها قرار می‌گیرد اغلب ناامیدکننده هستند. جرمی ری تیلور ایفای این نقش را برعهده دارد.
- سوفیا لیلیس در نقش بورلی مارش:

تنها دختر باشگاه بازندگان است و همین نکته کافی است که نشان دهد با دخترهای دیگر فرق دارد. رابطه او با شخصیت بنجامین در طول داستان یک رابطه چندوجهی و پیچیده‌است. بورلی در فقیرترین قسمت شهر دری زندگی می‌کند. او توسط پدرش مورد سوءاستفاده جنسی قرار می‌گیرد و حتی در مدرسه هم مدام تحقیر می‌شود و همین اتفاقات است که باعث می‌شود یکی از اعضای باشگاه بازندگان شود.
- وایات اولف در نقش استنلی/استن یوریس:[E ۱۸]

استنلی یکی از اعضای اصلی باشگاه بازندگان و فردی یهودی است که به شیطان و جادو اعتقاد دارد و برای همین عقایدش نیز دردسرهای زیادی را تحمل می‌کند. استن فردی منطقی است و برخلاف بیشتر اعضای باشگاه بازندگان در هنگام رویارویی با خطر، بیشتر از ذهن و منطقش کمک می‌گیرد تا از احساسات. او شخصیتی تأثیرگذار در داستان محسوب می‌شود.
- چوزن جیکوبس در نقش مایکل/مایک هنلن:[E ۱۹]

تنها عضو سیاه‌پوست گروه است و همین رنگین‌پوست بودنش باعث می‌شود هنری باورز او را مدام مورد آزار قرار دهد. مایکل فردی آفریقایی-آمریکایی و البته متفکر است. او در سنین کودکی و خیلی زود یتیم شد و والدین خود را در یک حادثه آتش‌سوزی از دست داد. مایکل از طریق خانواده خود و همچنین مطالعاتش اطلاعات بسیار زیادی دربارهٔ تاریخ دری دارد و اصلاً او کسی است که گذشته ترسناک شهر را برای دوستانش فاش می‌کند. مایکل آخرین نفری است که به باشگاه بازندگان می‌پیوندد. چوزن جیکوبس بازیگر این نقش است.
- جک دیلن گریزر در نقش ادوارد/ادی کسبراک:[E ۲۰]

شخصیت ادوارد حتی در میان اعضای عجیب باشگاه بازندگان نیز بسیار عجیب است. او به خودبیمارانگاری و آسم مبتلاست. پدرش را زمانی که بچه بود از دست داد که این اتفاق تأثیر خیلی زیادی روی او گذاشته‌است. مادرش به خاطر خصوصیات او بسیار نگران سلامتیش است. ادوارد پسر عجیب و بیماری است که تنها با دوستان خود قادر است ارتباط برقرار کند و غیر از اعضای باشگاه بازندگان دوست دیگری ندارد. جک دیلن گریزر وظیفه بازی در نقش ادوارد را برعهده دارد. او از فیلم‌های بتمن و اسلحه مرگبار ۲ به‌عنوان منابع الهام‌بخشش برای ایفای این نقش در فیلم نام برد.
- نیکلاس همیلتون در نقش هنری باورز:[E ۲۱]

یک جوان جامعه‌گریز و مردم‌ستیز که رهبری گروه باورز را برعهده دارد. باورز گروهی متشکل از هفت دانش‌آموز دوازده سال به بالاست که بعد از «آن»، خطرناک‌ترین دشمن باشگاه بازندگان محسوب می‌شوند. گروه باورز در طول داستان بارها با اعضای باشگاه بازندگان درگیر می‌شوند و آن‌ها را به دردسر می‌اندازند. نیکلاس همیلتون ایفاگر این نقش است. همیلتون برای نزدیک شدنش به نقش رمان را خواند و همچنین اقتباس‌های قبلی را نگاه کرد و با کینگ دربارهٔ این نقش حرف زد تا بتواند بهترین تصویر ممکن را از این کاراکتر نشان دهد.
- جکسون رابرت اسکات در نقش جورج/جورجی دنبرا:[E ۲۲]

برادر کوچک هفت ساله و بی‌گناه ویلیام است که به‌ دست «آن» کشته می‌شود. جکسون رابرات اسکات ایفای این نقش را برعهده دارد.
علاوه بر بازیگران اصلی، اوون تیگ در نقش پاتریک هاکستر، لوگان تامپسون در نقش ویک کریس و جیک سیم در نقش رجینالد هاگینز ظاهر شدند. از دیگر بازیگران نقش مکمل فیلم نیز می‌توان به خاویر بوتت و تیتوم لی اشاره کرد.

## ساخت
پرونده ساخت این فیلم از سال ۲۰۰۹ باز شد اما هربار به دلایلی ساختش با مانع مواجه گردید. از زمان مطرح شدن پیشنهاد ساخت فیلم، سه نفر درگیر تهیه و ساخت آن شدند. ابتدا دیوید کاجگانیچ به‌عنوان فیلم‌نامه‌نویس استخدام شد. سپس کری فوکوناگا جای او را گرفت و در آخر هم اندی موسکیتی به پروژه پیوست.

### پروژه کاجگانیچ (۲۰۱۰–۲۰۰۹)
در سال ۲۰۰۹ ورایتی گزارش کرد که برادران وارنر برای اقتباس و نوشتن فیلم‌نامهٔ بزرگی از روی رمان آن نوشتهٔ استیون کینگ با دیوید کاجگانیچ وارد مذاکره شده‌است و روی لی نیز به‌عنوان تهیه‌کنندهٔ پروژه انتخاب شده‌است. کاجگانیچ در ملاقاتش با برادران وارنر گفت که از این بابت خوشحال است و برنامه‌های خوبی نیز برای کار دارد. او می‌خواست تولید یک مجموعه فیلم آینده‌ساز و در عین حال مستقل را بر اساس رمان آن شروع کند. و برای همین رمان را خواند تا بتواند راهی برای گفتن داستان عظیم و پر از جزئیات کینگ پیدا کند. کاجگانیچ یک فیلم‌نامه ۱۲۰ صفحه‌ای به‌عنوان نسخه اولیه نوشت و آن را به برادران وارنر ارائه داد و سپس به همراه لی و داگ دیویسون که پیش‌تر تجربه ساخت و تهیه فیلم تهاجم را داشتند بر روی پروژه کار کردند. کاجگانیچ می‌خواست تغییراتی در داستان بدهد؛ از جمله اینکه داستان به جای دهه هشتاد در زمان حال اتفاق بیفتد تا تماشاگران بهتر بتوانند با آن ارتباط برقرار کنند اما این مسئله‌ای نبود که استفن کینگ بتواند آن را قبول کند. همچنین وی عقیده داشت که فیلم حتماً با درجه سنی «آر» ساخته شود اما برادران وارنر در آن موقع زیاد تمایل چندانی به این کار نداشت. کاجگانیچ معتقد بود ذات کتاب و لحن تلخ، خشن و گزنده آن طوری است که اگر بخواهند با درجه پی‌جی-۱۳ آن را بسازند بخشی از روح داستان را حذف کرده‌اند. در نهایت او فیلم‌نامه خودش را در سال ۲۰۱۰ تکمیل کرد اما برادران وارنر چندان از کار راضی نبودند و برای همین پروژه برای مدتی کنسل شد تا مدیران بتوانند چاره بهتری برای حل مشکل پیدا کنند.

### پروژه فوکوناگا (۲۰۱۵–۲۰۱۲)

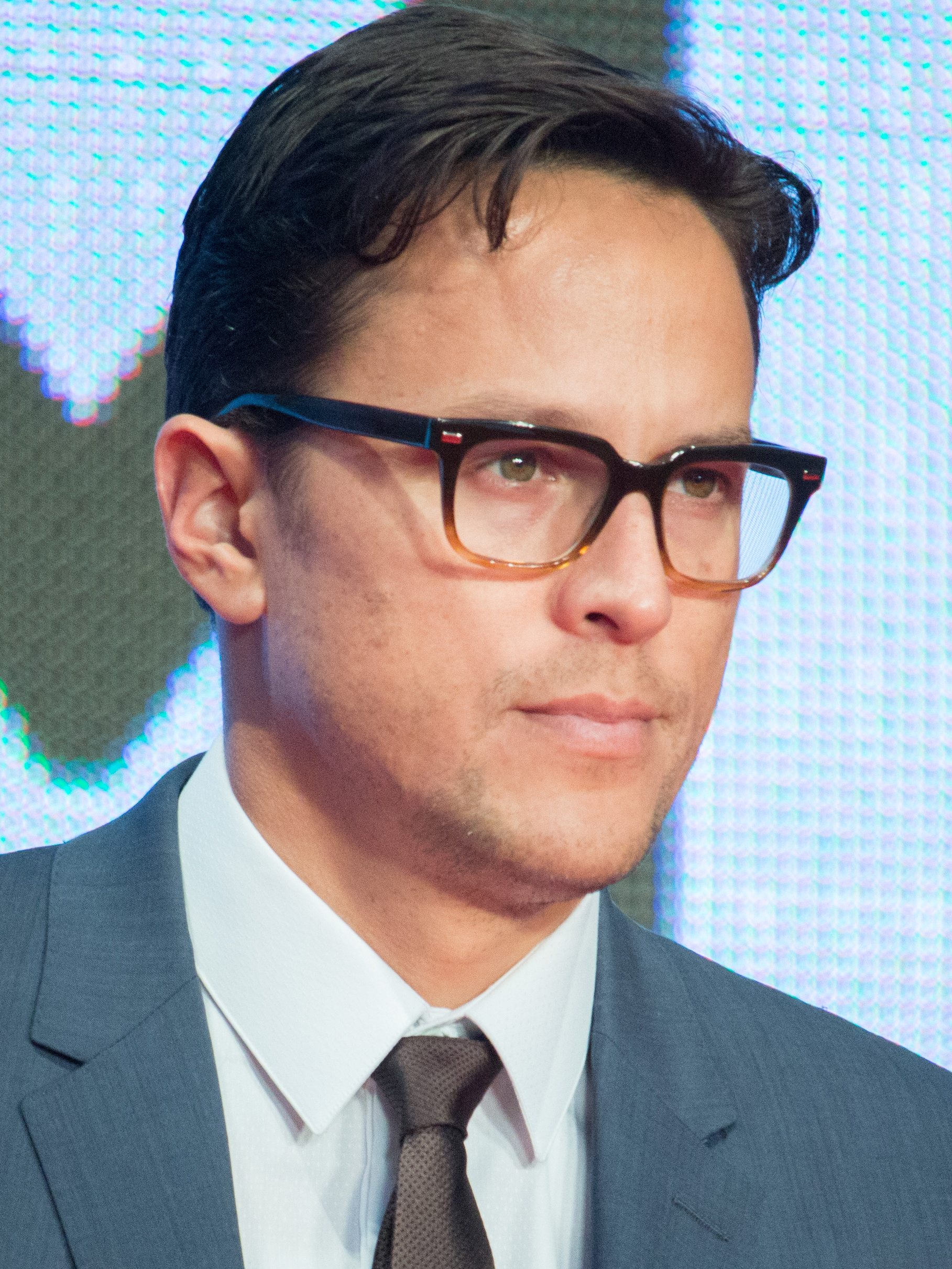
ابتدا قرار بود کری فوکوناگا در کنار نوشتن فیلم‌نامه وظیفه کارگردانی را نیز برعهده بگیرد اما او از کارگردانی فیلم انصراف داد و موسکیتی جایگزین او شد.

در ۷ ژوئن ۲۰۱۲؛ هالیوود ریپورتر در طی گزارشی فاش کرد که کری فوکوناگا، کارگردان سریال تحسین شده کارآگاه حقیقی به‌عنوان بازنویس فیلم‌نامه و کارگردان به پروژه پیوسته‌است. روی لی به همراه ست گراهام اسمیت به‌عنوان تهیه‌کنندگان کار انتخاب شدند. فوکوناگا فکرهای متفاوت و زیادی دربارهٔ پروژه داشت. او قصد داشت همه‌چیز را از اول شروع کند. از آنجا که کتاب استفن کینگ در دو بخش به زندگی شخصیت‌های اصلی می‌پردازد، مهم‌ترین نکته نحوهٔ روایت فیلم بود و اینکه داستان کدام دوره را به تصویر بکشد. فوکوناگا تصمیم گرفت به بخش بزرگسالی شخصیت‌ها کاری نداشته باشد و مستقیم به سراغ بخش اول و زندگی بچه‌ها برود و داستان را در آن برهه تعریف کند. در ۲۱ مه ۲۰۱۴ برادران وارنر اعلام کرد که نیو لاین سینما هم برای ساخت فیلم به آن‌ها ملحق شده‌است. استودیو از بازنویسی فیلم‌نامه بسیار راضی بود و برای همین کار جلو افتاد و جدی‌تر از قبل دنبال شد. فوکوناگا که خودش را به صندلی کارگردانی نزدیک‌تر می‌دید کارهایی را که لازم بود انجام داد و حتی به مرحله انتخاب لوکیشن و بحث دربارهٔ انتخاب بازیگران نیز پرداخت. همه‌چیز آماده بود و قرار شد تا بعد از مرحله پیش‌تولید در تابستان ۲۰۱۶ فیلم‌برداری آغاز شود.
در فوریه ۲۰۱۵، فوکوناگا در طی مصاحبه‌ای با مجله اسلیت دربارهٔ فیلم و ایده‌های خود گفت که بازیگرانی را برای بازی در نقش آن در ذهنش دارد و فعلاً باید بررسی کند تا گزینه نهایی را اعلام کند. در مارس ۲۰۱۵ فوکوناگا دوباره اعلام کرد در حال پیدا کردن «بهترین فرد ممکن» برای بازی در نقش دلقک است. او همچنین گفت بعضی از اسامی و تاریخ‌ها را در بازنویسی جدید خود تغییر داده‌است. او در مصاحبه‌ای بیان کرد: «می‌خواهم همان چیزی را نشان بدهم که مخاطب می‌خواهد در سینما ببیند.» سرانجام در مه ۲۰۱۵ فوکوناگا فاش کرد که ویل پولتر گزینه اصلی و اول او برای بازی در نقش دلقک خواهد بود. فوکوناگا گفت با دیدن تست‌های بازیگری پولتر فهمیده او بهترین گزینه برای ایفای این نقش است. او همچنین اعلام کرد که تای سیمپکینز را برای بازی در نقش یکی از اعضای باشگاه بازندگان در نظر دارد که بعداً معلوم شد، فوکوناگا دوست داشته که سیمپکینز نقش بیلی را بازی کند.

«من در حال بازنویسی اولین فیلم‌نامه هستم. ما فعلاً کاری با بخش دوم داستان نداریم. این فیلم‌نامه به‌طور کامل دربارهٔ بخش اول و زندگی بچه‌هاست. حال‌وهوای فیلم بیشتر از هر چیز به فیلم گونیز ریچارد دانر شباهت دارد. ما به روح و اصل کتاب استفن کینگ احترام می‌گذاریم ولی معتقدم که باید وحشت درون آن را مدرن‌تر کنیم تا هم‌راستا با هدف‌مان باشد. این کاری است که من در حال حاضر سعی دارم آن را انجام دهم. من سعی می‌کنم چیزی بسازم که حس ترس آن با تعلیق همراه باشد. من فکر نمی‌کنم که آن به تنهایی موجودی ترسناک باشد. به نظر من آواها و چگونگی ارتباط با این موجود از هیولاهای واقعی هم ترسناک‌تر است.»

—کری فوکوناگا
در ۲۵ مه ۲۰۱۵ فوکوناگا از کارگردانی فیلم انصراف داد. او در گفتگویی که با درپ انجام داد دلیل این جدایی را کاهش بودجه فیلم عنوان کرد. استودیو بودجه ساخت فیلم را به ۳۰ میلیون دلار کاهش داد و فوکوناگا هم به دلیل اینکه معتقد بود با این پول تمام دیدگاه و ایده‌های هنری او در ساخت فیلم غیرقابل انجام است از پروژه کنار کشید. با این حال این اختلاف نظر چیزی نبود که فوکوناگا را به‌طور کامل از پروژه جدا کند. او همچنان در مقام نویسنده و مشاور در پروژه ادامه داد و فقط از کارگردانی کار انصراف داد: «من مشکلی با فیلم‌نامه و خط داستانی آن نداشتم. من می‌خواستم یک فیلم ترسناک غیرمعمول و جذاب بسازم و برای همین هم به بهترین امکانات نیاز داشتم اما بودجه پایین این توانایی را از من گرفت. البته بودجه فیلم چندان بد نیست اما آنقدرها هم نیست که من بتوانم حق مطلب را دربارهٔ آن ادا کنم.» فوکوناگا همچنین در طی گفتگویی دربارهٔ فیلم‌نامه و نحوه روایت داستان هم صحبت کرد: «ما در طی سال‌ها با داستان‌های عجیب و جذابی روبه‌رو شدیم. من و چیس هردو کودکی خود را در داستانی که استفن کینگ نوشته حس می‌کردیم. خب راستش مهم‌ترین ترس من این بود که استودیو فیلم‌نامهٔ ما را بگیرد و آن را خراب کند؛ بنابراین خیلی خوشحال بودم که خودم فیلم‌نامه را می‌نویسم و قرار است در روند ساخت آن همکاری کنم. من روحیهٔ کینگ را ستایش می‌کنم اما نیاز این بود که داستان را به روز کنم و این کار را هم کردم.»
استفن کینگ بعد از خواندن فیلم‌نامه به فوکوناگا زنگ زد و از او تشکر کرد و گفت بسیار از خواندن فیلم‌نامه و تغییرات آن لذت برده‌است.

### پروژه موسکیتی (۲۰۱۷–۲۰۱۵)

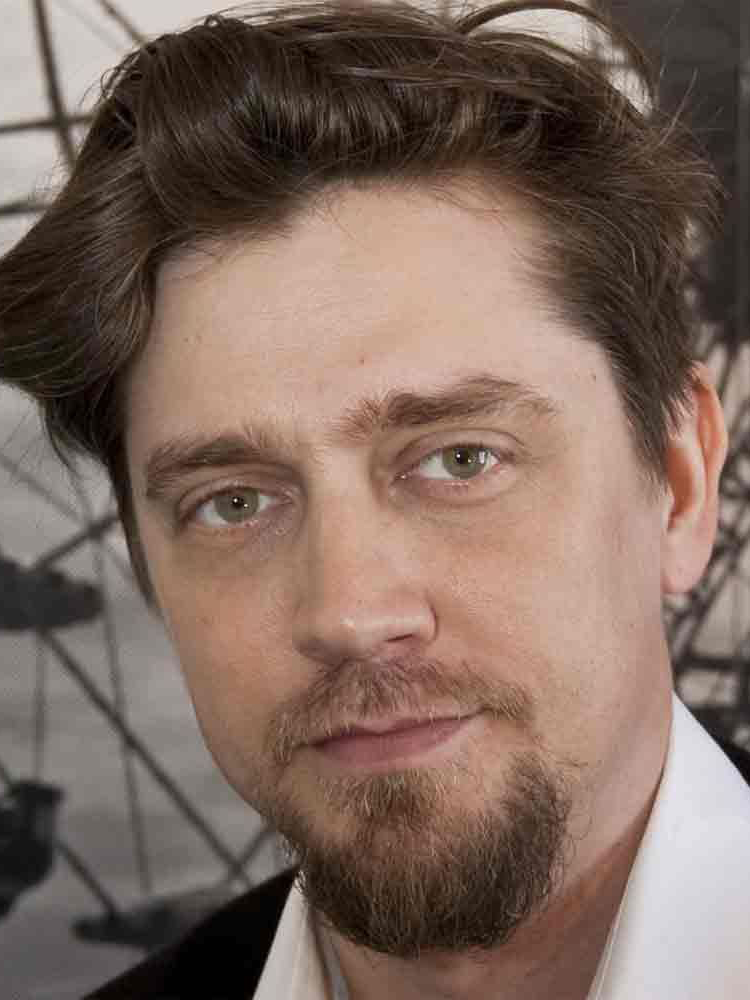
اندی موسکیتی با کارگردانی این فیلم، پرفروش‌ترین فیلم ترسناک تاریخ سینما را به‌نام خود ثبت کرد.

در تاریخ ۱۶ ژوئیه ۲۰۱۵؛ خبر رسید که اندی موسکیتی سازنده فیلم تحسین‌شده ماما به پروژه پیوسته و جایگزین فوکوناگا در صندلی کارگردانی شده‌است. موسکیتی پیشنهاد کارگردانی را با این شرط پذیرفت که بتواند فیلم‌نامه را تغییر داده و نگاه خاص خودش را به فیلم داشته باشد. او برای اینکه راحت‌تر بتواند ایده‌های خود را عملی کند پیشنهاد داد که خواهرش باربارا و چند نفر از افراد دیگری که پیش از این سابقه همکاری با او را داشته‌اند نیز به پروژه اضافه شوند که در نهایت نیز این اتفاق افتاد. وی تقریباً تمام افرادی که فوکوناگا به پروژه آورده بوده را بیرون گذاشت و همه عوامل از جمله بازیگران را خودش یک‌به‌یک انتخاب کرد. در تاریخ ۲۲ آوریل ۲۰۱۶ استودیو اعلام کرد که آن: بخش اول در نهایت روز ۸ سپتامبر ۲۰۱۷ به صورت جهانی اکران خواهد شد. بعد از اعلام رضایت استودیو از برنامه‌های موسکیتی، این کارگردان آرژانتینی رسماً پیش‌تولید فیلم را شروع کرد.

### پیش‌تولید
در تاریخ ۳۰ اکتبر ۲۰۱۵ موسکیتی در گفتگویی با ورایتی گفت که به زودی کار انتخاب بازیگران را تمام می‌کند زیرا می‌خواهد از تابستان شروع به فیلم‌برداری کند. تصمیم او برای فیلم‌برداری در فصل تابستان به این دلیل بود که بیشتر بازیگران اصلی فیلم دانش‌آموز و نوجوان هستند و برای اینکه بتوانند مدت بیشتری در هر روز را کار کنند فیلم‌برداری باید در این فصل انجام می‌گرفت. موسکیتی همچنین گفت که قرار است دنیای شگفت‌انگیزی که کینگ آفریده را تغییر و آن را به‌روز کند و کاری کند که مخاطب از کشف یک دنیای جدید لذت ببرد: «در فیلم ما هیچ خبری از مومیایی و گرگینه‌ها یا موجودات کلیشه‌ای دیگر نیست. تهدیدات و خطرات این دنیا قرار است شگفت‌انگیزتر از چیزی باشد که تصور می‌کنید.» در ۱۹ فوریه ۲۰۱۶ روی لی به‌عنوان یکی از تهیه‌کنندگان اصلی فیلم اعلام کرد که فیلم‌نامهٔ فوکوناگا بازنویسی و تغییر داده شده‌است. لی در طی مصاحبه‌ای در این مورد اعلام کرد: «ما امیدواریم در طی یک سال آینده فیلم‌برداری را آغاز کنیم. قرار است به زودی برای انتخاب بازیگران و عوامل و شروع پیش‌تولید به کالیفرنیا سفر کنم. اندی فیلم‌نامه را بازنویسی کرده و حتی فکرهایی هم برای قسمت دوم دارد.» موسکیتی بر روی انتخاب بازیگران به خصوص نوجوانان فیلمش دقت و وسواس خاصی به خرج داد. در مجموع از بیش از ۳۰۰ نوجوان تست بازیگری گرفته شد تا گروه بازیگران باشگاه بازندگان شکل بگیرد. در ۲ ژوئن ۲۰۱۶ خبر رسید که جیدن لیبرهر برای بازی در نقش اصلی انتخاب شده‌است. مدتی بعد هم هالیوود ریپورتر خبر از حضور بیل اسکاشگورد در نقش دلقک داد. فین ولفهارد، جک دیلن گریزر، وایات اولف، چوزن جیکوبس و جرمی ری تیلور نیز دیگر بازیگرانی بودند که برای بازی در فیلم قرارداد امضا کردند. در ۲۱ ژوئن ۲۰۱۶ اعلام شد که نیکلاس همیلتون نیز به گروه بازیگران اضافه شده‌است. خاویر بوتت نیز مدتی بعد به پروژه پیوست. در ۲۲ ژوئن ۲۰۱۶، خبر رسید سوفیا لیلیس برای بازی در نقش بورلی مارش انتخاب شده‌است. لیلیس نخستین انتخاب موسکیتی برای این نقش بود.
در ژوئیه ۲۰۱۶ باربارا موسکیتی در مصاحبه‌ای دربارهٔ لوکیشن‌ها و محل فیلم‌برداری صحبت کرد. او در پاسخ به سؤال یک خبرنگار دربارهٔ دلایل انتخاب شهر پورت هوپ واقع در کشور کانادا به‌عنوان یکی از مهم‌ترین لوکیشن‌های فیلم، ابتدا اشاره به زیبایی این شهر کرد و گفت: «ما به دنبال یک شهر دوست‌داشتنی و جذاب بودیم زیرا این مسئله از قدرتمندترین و مهم‌ترین بخش‌های داستان محسوب می‌شود. پورت هوپ شهری است که هر بچه‌ای دوست دارد در آن زندگی کند و بزرگ شود. آنجا همه چیزهایی که ما می‌خواهیم را دارد: تابستان‌های طولانی و بچه‌هایی که با دوچرخه‌شان این‌طرف و آن‌طرف می‌روند، پیاده‌روهای زیبا و دریاچه‌های وسیع، خیابان‌های طولانی و جذاب، خانه‌های بزرگ و البته مردمانی خونگرم و دوست داشتنی.»

«راهکارهایی که کری فوکوناگا برای نوشتن فیلم‌نامه و ساخت آن در نظر گرفته بود چیزی است که تنها خود او می‌تواند درباره‌اش صحبت کند. اما نسخه و روش‌های من متفاوت است. می‌توانم بگویم که فیلم من بر روی ترسناک‌ترین بخش وجودی آن تمرکز می‌کند. مسئله‌ای که شما را به یاد بدترین ترس‌هایتان خواهد انداخت. قصد من این است به روشی سورئالیستی و ترسناک مردم را به یک سفر جنون‌آمیز به دنیای آن ببرم و کاری کنم که نتوانند راحت از آن بیرون بیایند.»

—موسکیتی دربارهٔ تفاوت نگاه او و فوکوناگا دربارهٔ فیلم
در تاریخ ۱۱ اوت ۲۰۱۶ دن لین به‌عنوان یکی از تهیه‌کنندگان فیلم در گفتگویی که با شبکه تلویزیونی سی دابلیو انجام داد در مورد فیلم و بعضی از حاشیه‌های آن گفتگو کرد. او در مورد برخی شباهت‌ها و مقایسه‌هایی که از لحاظ فضاسازی و ادای دین به فیلم‌های دهه ۸۰ میلادی بین فیلم آن و سریال محبوب نت‌فلیکس یعنی چیزهای عجیب صورت گرفته بود اظهار کرد: «من به کاری که در سریال چیزهای عجیب صورت گرفته بسیار احترام می‌گذارم. سینمای دهه هشتاد بخش بزرگی از زندگی خیلی از ما و همچنین عاشقان سینماست و ادای دین کردن نسبت به آن طبیعی است. چیزی که ما در حال حاضر شاهد اتفاق افتادنش در نت‌فلیکس هستیم واقعاً تحسین‌برانگیز است. ما از فیلم‌ها و کتاب‌های دهه هشتاد زیادی برای ساخت فیلم الهام گرفتیم. از خود استیون کینگ و کارهای او که بگذریم، فیلم‌های استیون اسپیلبرگ و همچنین فیلم‌هایی مثل کنار من بمان ساخته راب رینر تأثیرات زیادی بر فیلم ما گذاشته‌است اما نوع این تأثیر با سریال چیزهای عجیب متفاوت است، در آنجا ما با یک ادای دین ستایش‌آمیز طرف هستیم اما در فیلم ما یک عنصر بسیار ترسناک همچون آن وجود دارد.»
تنها چند روز بعد از اکران موفقیت‌آمیز فیلم لگو بتمن به تهیه‌کنندگی دن لین، وی اعلام کرد که با توجه به صحبت‌های انجام گرفته شده با انجمن سینمایی آمریکا و همچنین اعلام رسمی سیستم درجه‌بندی فیلم‌ها توسط انجمن تصاویر متحرک آمریکا فیلم آن قطعاً با درجه سنی «آر» اکران خواهد شد. استودیو چندان با این قضیه راحت نبود و بیشتر مایل بود تا فیلم با درجه سنی پی‌جی-۱۳ اکران شود تا اکرانی پرفروش داشته باشد اما لین معتقد بود که چنین اتفاقی با توجه به سوژهٔ فیلم هرگز رخ نخواهد داد: «وقتی که قرار است فیلمی با درجه‌بندی «آر» بسازید باید تمام جوانب را در نظر بگیرید و نیازهای اولیه آن را تأمین کنید. این فیلم داستان یک دلقک ترسناک است که بچه‌ها را به قتل می‌رساند. در این فیلم قتل داریم، ترس داریم، حرف‌های رکیک و بزرگ‌سالانه داریم و همچنین یک سری مسائل جنسی. پس اگر می‌خواهیم به فیلم آسیبی نرسد و زحمت چندساله‌مان از بین نرود چاره‌ای نداریم جز اینکه فیلم را با درجه «آر» اکران کنیم. شک نکنید آن‌ها که می‌توانند، فیلم را خواهند دید.» مسئله درجه سنی فیلم بحث‌های بسیار زیادی را به خود اختصاص داد. آن در نهایت با درجه سنی «آر» (غیرمناسب برای زیر هفده‌سال) ساخته و اکران شد و این مسئله در حالی اتفاق افتاده‌است که بازیگران اصلی فیلم همگی زیر هفده‌سال سن داشتند. بعد از اکران فیلم نسبت به حجم استفاده از کلمات رکیک و صحنه‌های ترسناک و خشونت‌آمیز و همچنین بعضی از مسائل و اشاره‌های جنسی فیلم انتقاداتی مطرح شد. در ۱۲ ژوئیه ۲۰۱۶ و زمانی که به‌طور قطعی اعلام شد فیلم با درجه سنی «آر» اکران خواهد شد، موسکیتی در مصاحبه‌ای با مجله فرانسوی مد موویز در این باره صحبت کرد: «اگر قرار بود ما با درجه سنی پی‌جی-۱۳ فیلم بسازیم هیچ‌وقت به چیزی که می‌خواستیم نمی‌رسیدیم. برای همین من از مدیران استودیو بسیار تشکر می‌کنم که شجاعت داشتند و اجازه دادند ما این کار را انجام دهیم. در حقیقت این همان قطب اخلاقی ماست. این فیلم به ما و دیگران نشان می‌دهد که بعضی چیزها جایی قرار دارند که اصلاً دوست نداریم سمتش برویم و فیلم ما در مورد همین چیزهای ممنوعه است.» خواهر موسکیتی، یعنی باربارا که یکی از تهیه‌کنندگان فیلم نیز هست نظر مشابهی نسبت به برادرش دارد. او در مصاحبه‌ای اعلام کرد که صحنه‌های فیلم آنقدرها هم که مردم فکر می‌کنند غیراخلاقی و بد نیست و فقط یک صحنه بسیار خشن در فیلم وجود دارد. او اعلام کرد که صحنه‌های ترسناک و خشن فیلم به هیچ وجه ضد انسانی نیستند و کاملاً سینمایی و ویژه ساخته شده‌اند.
در جریان برگزاری جشنوارهٔ جنوب از جنوب غربی، اندی موسکیتی در گفتگویی اعلام کرد که در مراحل پیش‌تولید، بیل اسکاشگورد را از دیگر بازیگران نوجوان فیلم به کلی جدا کرده و حتی محل جدایی برای غذا و خواب او در نظر گرفته‌است زیرا می‌خواهد بچه‌ها برای اولین بار او را در ظاهر دلقک و هنگام فیلم‌برداری ملاقات کنند. موسکیتی دربارهٔ اولین برخورد نوجوانان با اسکارشگورد در سر صحنه خاطره جالبی را برای خبرنگاران نقل کرد: «این مسئله‌ای بود که من، بیل و بچه‌ها بر سرش توافق کردیم و آن را به عمل رساندیم. وقتی که بیل وارد صحنه شد بچه‌ها از ترس فریاد زدند. بیل همچون موجودی هفت‌پا می‌ماند. واقعاً نمی‌توانم توضیح بدهم که دقیقاً چیکار می‌کرد. او حقیقتاً مرد عجیبی است. او صخره‌نوردی می‌کند، صداهای ترسناک از خود درمی‌آورد، خود را در آب غرق می‌کند، صحبت می‌کند و همه این کارها را طوری انجام می‌داد که سر صحنه نه فقط بچه‌ها که حتی خود من هم دچار وحشت می‌شدم.» او همچنین در این گفتگو اعلام کرد که وقایع داستان نسبت به رمان، ۳۰ سال جلوتر آمده و وقایع به جای دهه ۵۰ در اوایل دهه ۸۰ رخ می‌دهد. او اقتباس خود را نسبت به مینی‌سریالی که در دهه نود بر اساس این رمان ساخته شده‌است، بسیار «بزرگتر و عظیم‌تر» می‌داند.

«ما به وضوح پویایی و همکاری زیبایی که بین بازیگران نوجوانمان بود را دیدیم. ساختن همچنین فیلمی برای آن‌ها یک چالش مهم بود و آن‌ها ثابت کرده بودند که هم لیاقت و هم توانایی این را دارند که از پس هر کار سختی بر بیایند. این که شما با جمعی از نوجوانان بااستعداد کار کنید بسیار لذت‌بخش است. آن‌ها یادآور گروه‌هایی بودند که در فیلم‌هایی همچون گونیز یا کنار من بمان دیده بودیم. یعنی هرکدامشان برای خود یک سری ویژگی و خصوصیت‌های عجیب و جالب دارند و اصلاً برای همین است که آن‌ها باشگاه بازندگان هستند. چندین ماه صرف تمرین با بچه‌ها کرده‌ایم و حالا باید بگویم که آن‌ها آماده‌اند. آنقدر ارتباطشان با یکدیگر خوب است که باعث می‌شود وحشت نکنیم آن هم با این وجود که قرار است به مقابله با یک دلقک ترسناک خیلی بدذات برویم.»

—دن لین، تهیه‌کننده فیلم دربارهٔ گروه بازیگری
در ۱۹ ژوئیه ۲۰۱۷، موسکیتی در مصاحبه‌ای با ورایتی دربارهٔ تفاوت‌های فیلم و کتاب صحبت کرد. او در پاسخ به سؤالی که مبنی بر نگرانی طرفداران کتاب نسبت به نسخه اقتباسی آن پرسیده شده بود جواب داد که جای نگرانی نیست و طرفداران کتاب استفن کینگ حتماً از دیدن فیلم لذت خواهند برد. او ادامه داد: «بگذارید خیال‌تان را راحت کنم که داستان فیلم ما همان داستان کتاب است و تغییرات زیادی در آن انجام نشده‌است. ما فقط آن را به‌روزتر کرده‌ایم و سعی کردیم ترس موجود در فیلم را متناسب با حال روز جهان در بیاوریم. در کتاب، شخصیت‌های داستان، بچه‌هایی هستند که در دهه ۵۰ زندگی می‌کنند و در آن موقع ترس از موجوداتی همچون گرگینه، دراکولا و فرانکشتاین طبیعی بود اما رویکرد من متفاوت بود. من می‌خواستم ترس‌های عمیق‌تری را در فیلمم به تصویر بکشم. ترسی که ربطی به وجود هیولا ندارد بلکه مربوط به دوران کودکی و وجه تاریک درون همه ماست.» اما با این وجود موسکیتی می‌گوید که حواسش هست فیلمش تبدیل به یک اثر خسته‌کننده دربارهٔ «کشف ترس‌های درونی» نباشد: «اصلاً دوست ندارم فیلم بیش از حد پیچیده و فلسفی و برای بچه‌ها غیرقابل درک باشد. فیلم ما همان‌قدر که دربارهٔ ترس‌های درونی بچه هاست دربارهٔ یک نیروی شرّ بسیار ترسناک نیز هست. شخصیت پنی‌وایز یک عنصر کلیدی ترسناک در فیلم ماست و ما از وجود او نهایت استفاده را می‌کنیم.» او همچنین اشاره کرد که بیل اسکاشگورد کمک بسیار زیادی به او در خلق شخصیت پنی‌وایز کرده‌است و در پشت صحنه تا آنجا که می‌توانست از همه و به خصوص بازیگران نوجوان فاصله می‌گرفت و با کسی حرف نمی‌زد. او حضور اسکارشگورد را یکی از مهم‌ترین برگ برنده‌های فیلمش می‌داند. موسکیتی نسبت به رابطه بازیگران نوجوانش با اسکارشگورد مسئولیت زیادی حس می‌کرد: «شاید بی‌رحمانه و غیرمنطقی باشد اما نمی‌توانستم بگذارم بچه‌ها با بیل صمیمی شوند. تا آنجا که توانستم آن‌ها را از هم دور نگه داشتم. این مسئله برایم مهم بود. هر چقدر بچه‌ها کمتر بیل را می‌شناختند بیشتر به موفقیت نزدیک می‌شدیم. روزی که قرار بود اولین سکانس رویارویی بچه‌ها با بیل را بگیریم برایم اهمیت خاصی داشت. همه منتظر بودیم نتیجه این همه دردسر را ببینیم و بگذارید بگویم که نتیجه‌اش فوق‌العاده بود. بچه‌ها هنگام مواجه با او واقعاً ترسیده بودند و این همان چیزی بود که من می‌خواستم.» موسکیتی دربارهٔ ظاهر پنی‌وایز نیز مطالبی را مطرح کرد: «ما سعی کردیم چهره «آن» را تهدیدآمیز از کار دربیاوریم و برای همین هم بود که گریم بیل هربار چهار تا شش ساعت طول می‌کشید.»
بعد از انتخاب بازیگران و عوامل و انجام مراحل پیش‌تولید، فیلم وارد مرحله فیلم‌برداری شد.

### فیلم‌برداری

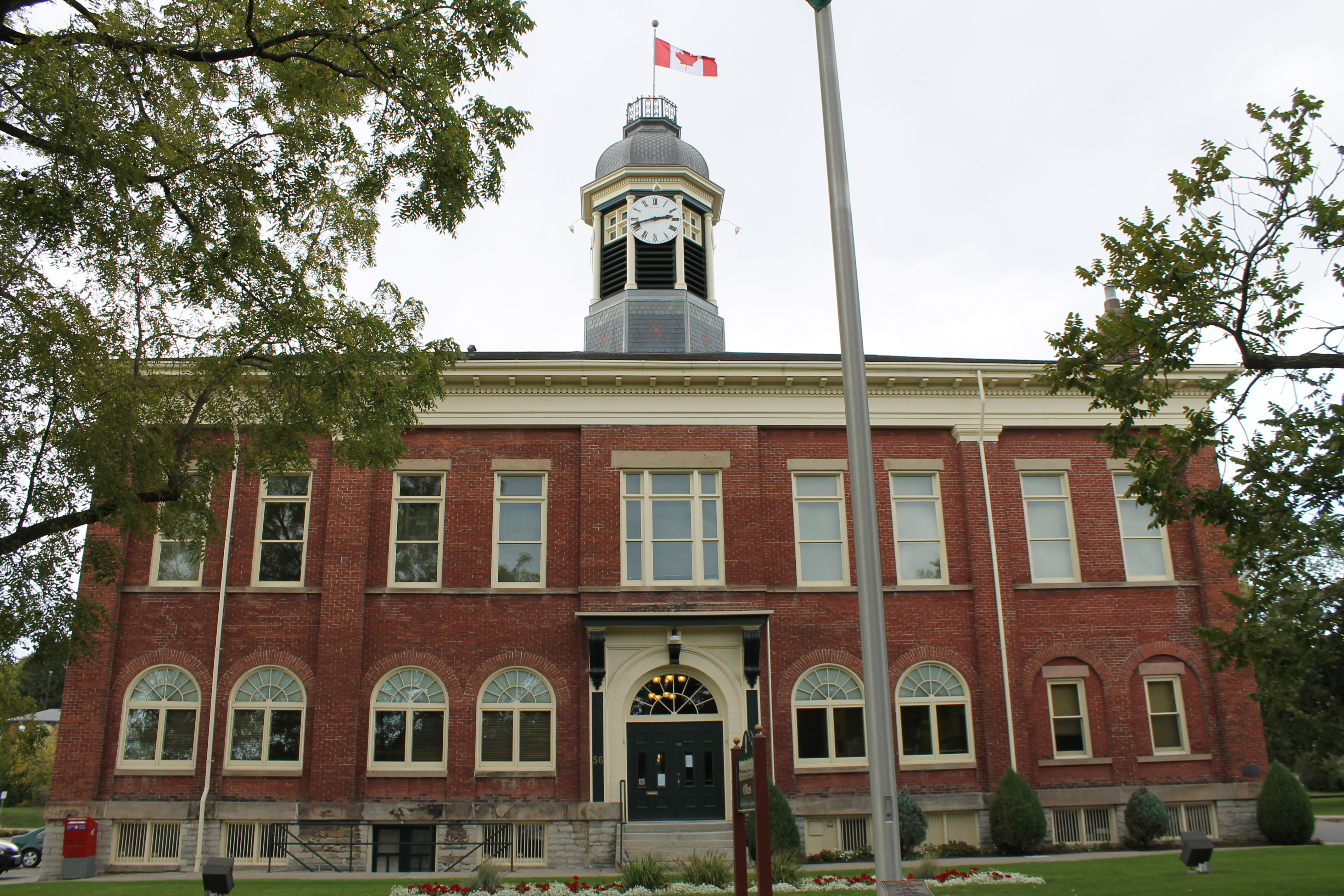
پورت هوپ لوکیشن اصلی فیلم‌برداری بود.

مدیر تولید فیلم یعنی مارا لپری پیشنهاد داد که لوکیشن اصلی فیلم همچون کتاب، ایالت بنگر، مین باشد. لپری در گفتگویی اعلام کرد که مناطق مختلف این ایالت دقیقاً همان چیزی است که آن‌ها احتیاج دارند و او واقعاً امیدوار است که بتوانند حداقل بخش‌هایی از فیلم را در آنجا فیلم‌برداری کنند. در ۳۱ می ۲۰۱۶ اعلام شد که لوکیشن اصلی فیلم به‌طور قطعی در منطقه پورت هوپ استان انتاریو واقع در کانادا خواهد بود. گرفتن نماهای ابتدایی از این شهر و شناسایی مناطق آن و فیلم‌برداری اولیه در این مکان از تاریخ ۱۱ ژوئیه تا ۱۶ ژوئیه ۲۰۱۶ طول کشید و برخی سکانس‌های کوتاه با حضور برخی بازیگران گرفته شد اما کار فیلم‌برداری به صورت رسمی
مدتی بعد و در تاریخ ۲۷ ژوئیه در تورنتو آغاز شد و تا ۶ سپتامبر ۲۰۱۶ به طول انجامید.
در ۸ ژوئیه ۲۰۱۶ و مدت کوتاهی قبل از آغاز رسمی فیلم‌برداری، موسکیتی رسماً اعلام کرد که منطقه پورت هوپ را به‌عنوان لوکیشن اصلی فیلم یعنی شهر دری انتخاب کرده‌است. موسکیتی همچنین اعلام کرد که طراحان صحنه برای خلق شهری طبیعی در دهه هشتاد در ابعاد وسیع شروع به ساخت دکور کرده‌اند و این تغییرات حتی شامل بعضی از ساختمان‌های شهر نیز می‌شود. از جمله تغییراتی که در شهر انجام شد، نصب پرچم آمریکا به جای پرچم کانادا در بالای ساختمان‌ها بود. موسکیتی تقریباً از تمام پورت هوپ برای فیلم‌برداری سکانس‌ها استفاده کرد. خیابان کوئین، خیابان والتون، خیابان رابرتسن، پارک محلی مِموریال، تئاتر کپیتول، ساختمان شهرداری پورت هوپ، کتابخانه ملی پورت هوپ، خیابان هیوارد، محله ویکتوریا و خیابان سالیوان تنها بخشی از لوکیشن‌های فیلم واقع در پورت هوپ هستند. کار فیلم‌برداری در پورت هوپ به صورت کامل در گاردین دراگز به پایان رسید.
شهر اوشاوا یکی دیگر از نقاط اصلی فیلم‌برداری بود و گروه بخشی از صحنه‌ها را در این شهر گرفتند. این شهر انتخاب یکی از تهیه‌کنندگان به‌عنوان لوکیشن بود و فیلم‌برداری در آن تا تاریخ ۸ اوت ادامه داشت. تیم تولید در این شهر نیز مجبور شد برخی لوکیشن‌ها از جمله یک خانه خرابه را بازسازی کند. همچنین برخی دیگر از جزئیات نیز که برای نزدیک‌تر شدن به فضای دهه هشتاد لازم بود به صورت دکور دستی ساخته شد. به‌طور کل در ساخت لوکیشن‌ها کمتر از جلوه‌های ویژه دیجیتالی استفاده شد.
محله ریوردِیل واقع در تورنتو، مقصد بعدی گروه بود. مهم‌ترین دلیل انتخاب این شهر برای فیلم‌برداری، قدمت آن و معماری قدیمی‌اش بود. در ریور دیل ساختمان‌های زیادی وجود دارد که عمر آن‌ها به قبل از دهه هشتاد میلادی برمی‌گردد و همچنان بافت قدیمی خود را حفظ کرده‌اند. بیشتر صحنه‌های داخلی فیلم در این خانه‌ها گرفته شد. کار فیلم‌برداری در اواخر ماه سپتامبر
در کانادا به پایان رسید. بعد از آن‌که با نظر موسکیتی بعضی از صحنه‌ها دوباره گرفته شدند، فیلم‌برداری به پایان رسید و فیلم رسماً وارد مرحله پس از تولید شد.

### پس از تولید

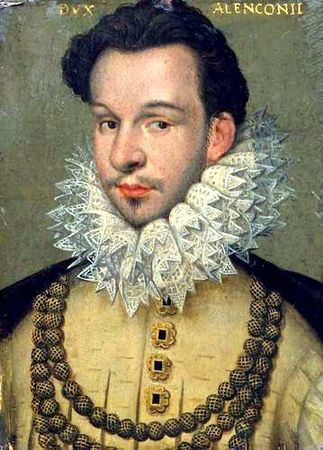
طراحی لباس و گریم شخصیت پنی‌وایز با الهام از تصاویر و نقاشی‌های دوران رنسانس خلق شده‌است.

کاترین جین براینت، طراح لباس و گریم فیلم در مصاحبه‌ای با انترتینمنت ویکلی دربارهٔ خلق شخصیت پنی‌وایز صحبت کرد. او گفت که برای طراحی لباس دلقک ترسناک فیلم از نمونه‌های پوشش بسیار قدیمی عصر الیزابت، رنسانس و دوره ویکتوریا الهام گرفته‌است. براینت در این مصاحبه اشاره کرد که لباس و پوشش پنی‌وایز به نوعی نشانگر طول عمر طولانی اوست و برای همین سعی کرده از هر دوره تاریخی نشانه‌ای در لباس او بگذارد. با آنکه لباس و گریم پنی‌وایز به صورت دستی انجام شده بود اما در برخی از نماها به ناچار از جلوه‌های تصویری برای خلق جزئیات استفاده شد. براینت با وسواس زیادی بر روی ساخت لباس «آن» نظارت داشت و از کوچکترین جزئیات نیز غافل نشد. او معتقد بود که ظاهر این شخصیت باید به خوبی نشانگر شخصیت او باشد. موسکیتی از آثار آمادئو مودیلیانی به‌عنوان یکی از منابع الهام‌بخش در طراحی و تصویر کردن پنی‌وایز نام برد. او تعریف می‌کند که در دوران کودکی، یکی از نقاشی‌های مودیلیانی در خانه پدر و مادرش وجود داشته که وی را می‌ترسانده‌است و او تصمیم داشته تا همان فضا را در فیلم خود خلق کند.
موسکیتی وقت زیادی صرف تدوین و مراحل پس از تولید فیلم کرد. او از فیلم قبلی خود یعنی ماما به‌عنوان تجربه‌ای الهام‌بخش در ساخت فیلم نام برد. وی در این باره می‌گوید: «ماما هم در مورد بچه‌هایی بود که هم‌زمان با نیروی شرّ درونی و بیرونی در حال مبارزه هستند. تجربه ساخت ماما هنگام کار کردن بر روی آن بسیار به کارم آمد و باعث شد کارم را بهتر از قبل انجام دهم». جیسون بالانتاین تدوین‌گر فیلم بود. نیکلاس بروکز از کمپانی رودئو اف ایکس، مسئولیت جلوه‌های ویژه فیلم را برعهده داشت. جدا از سکانس‌هایی همچون تغییر شکل شخصیت پنی‌وایز و سکانس‌های حادثه‌ای فیلم، بروکز بیشتر برای تکمیل جزئیات صحنه همچون حذف عناصر امروزی و اضافه کردن عناصر دهه هشتاد به سکانس‌های خارجی از جلوه‌های دیجیتالی استفاده کرد. همچنین برای بخشی از گریم شخصیت «آن» نیز از جلوه‌های ویژه کامپیوتری استفاده شد.

## موسیقی
در تاریخ ۲۳ مه ۲۰۱۷ اعلام شد که بنجامین والفیش موسیقی این فیلم را خواهد ساخت. والفیش پیش از این نیز برای فیلم‌های ترسناکی همچون در تاریکی و آنابل: خلقت موسیقی ساخته بود. والفیش برای فیلم ۳۸ قطعه موسیقی ساخت که در غالب یک آلبوم در اوت ۲۰۱۷ منتشر شد.

### قطعه‌ها
| فهرست آهنگ | فهرست آهنگ                     | فهرست آهنگ |
| شماره      | نام                            | مدت        |
| ---------- | ------------------------------ | ---------- |
| ۱.         | «هر ۲۷ سال»                    | ۲:۳۶       |
| ۲.         | «قایق کاغذی»                   | ۱:۵۵       |
| ۳.         | «جرجی، با پنی‌وایز آشنا شو»     | ۳:۳۸       |
| ۴.         | «دری»                          | ۲:۲۵       |
| ۵.         | «تعقیب در رودخانه»             | ۲:۰۹       |
| ۶.         | «پسر تخم‌مرغی»                  | ۲:۴۴       |
| ۷.         | «بورلی»                        | ۱:۲۰       |
| ۸.         | «اِد، به دلقک ملحق شو»          | ۱:۲۰       |
| ۹.         | «تو نیز شناور خواهی شد»        | ۳:۲۰       |
| ۱۰.        | «تغییر شکل دهنده»              | ۱:۴۲       |
| ۱۱.        | «حمله هاکستر»                  | ۲:۱۵       |
| ۱۲.        | «کوتاه کردن مو»                | ۴:۱۵       |
| ۱۳.        | «تاریخ دری»                    | ۲:۴۸       |
| ۱۴.        | «خاکستر ژانویه»                | ۱:۰۵       |
| ۱۵.        | «نجات دادن مایک»               | ۱:۱۵       |
| ۱۶.        | «این رؤیا نیست»                | ۲:۰۸       |
| ۱۷.        | «نمایش اسلاید»                 | ۲:۰۰       |
| ۱۸.        | «تِم جورجی»                     | ۱:۴۲       |
| ۱۹.        | «حتی یکبار هم لکنت نداشت»      | ۱:۳۳       |
| ۲۰.        | «خیابان شماره ۲۹ نیبولت»       | ۴:۱۷       |
| ۲۱.        | «وقت شناور شدن»                | ۳:۰۴       |
| ۲۲.        | «این چیزی است که «آن» می‌خواهد» | ۱:۱۹       |
| ۲۳.        | «اگر تلاش کنی، خواهی مرد»      | ۴:۳۸       |
| ۲۴.        | «بازگشت به نیبولت»             | ۲:۳۱       |
| ۲۵.        | «به سوی چاه»                   | ۲:۰۵       |
| ۲۶.        | «برج پنی‌وایز»                  | ۱:۴۸       |
| ۲۷.        | «پرتوهای مرگ»                  | ۲:۰۴       |
| ۲۸.        | «در جستجوی استنلی»             | ۲:۲۸       |
| ۲۹.        | «نجات دادن بورلی»              | ۳:۳۶       |
| ۳۰.        | «پیدا کردن جورجی»              | ۱:۵۳       |
| ۳۱.        | «تغییر شکل»                    | ۰:۵۸       |
| ۳۲.        | «تغذیه کردن از ترس شما»        | ۲:۳۴       |
| ۳۳.        | «به باشگاه بازندگان خوش آمدی»  | ۳:۰۵       |
| ۳۴.        | «بارانی زرد»                   | ۱:۴۳       |
| ۳۵.        | «پیمان خونین»                  | ۳:۱۱       |
| ۳۶.        | «بوسه»                         | ۰:۵۴       |
| ۳۷.        | «هر ۲۷ سال (تیتراژ)»           | ۲:۰۷       |
| ۳۸.        | «سخن آخر-رقص پنی‌وایز»          | ۰:۳۶       |

## درون‌مایه
به گفته موسکیتی کتاب آن، و فیلم اقتباسی او، درون‌مایه و موضوعات یکسانی دارند و او سعی کرده به کتاب وفادار بماند. موسکیتی می‌گوید همچون کتاب، داستان فیلم هم دربارهٔ تقابل آدم‌های بی‌گناه با ترس‌های درونشان است. همچنین فیلم ویژگی‌هایی از ژانرهای گذر عمر و بقا را نیز در خود دارد. وی همچنین دربارهٔ پرداختن به موضوعات غم‌انگیزی نظیر مرگ و سرنوشت در فیلمی که بازیگران اصلیش کودک هستند نیز صحبت کرد و گفت که این موارد چیزهایی هستند که عناصر اصلی رمان کینگ را تشکیل می‌دهند و او نمی‌توانست آن‌ها را حذف کند: «در واقع اگر بخواهیم صادق باشیم باید گفت که واقعیت به مراتب بدتر و تلخ‌تر از چیزی است که ما در این فیلم می‌بینیم. این قصه زندگی همه ماست. زمانی که بچه هستیم یادمی‌گیریم که برای زندگی به‌عنوان یک نوجوان آماده شویم و هنگامی که نوجوان می‌شویم باید یاد بگیریم که چگونه مرگ را بپذیریم.»
موسکیتی دربارهٔ فلسفه وجود اهریمنی همچون پنی‌وایز در داستان نیز گفته که او و همه کسانی که در دوران کودکی رمان آن را خوانده‌اند همیشه در پس ذهنشان از دلقک‌ها می‌ترسند: «پنی‌وایز واقعاً شخصیتی الهام‌بخش در زندگی من است و راستش هیچ‌وقت فکر نمی‌کردم روزی برسد که بتوانم فیلمی با حضور این شخصیت بسازم. دوباره داشتم با ترس‌های دوران بچگی خودم روبه‌رو می‌شدم و برای همین است که احساس می‌کنم فیلمی به‌شدت شخصی ساخته‌ام. من نمی‌خواستم پنی‌وایز شبیه به موجوداتی باشد که پدر و مادرها برای ترساندن بچه‌های خود از آن استفاده می‌کنند زیرا موجود متفاوتی است. او ماهیت اصلی ترس است و برای همین هم باید به او توجه کرد.» او البته معتقد است فیلمش صرفاً یک فیلم روان‌شناسانه ترسناک نیست: «اشتباه است اگر این فیلم را فقط در ژانر ترسناک قرار دهیم. این فیلم همان‌قدر که دربارهٔ ترس است دربارهٔ عشق و وفاداری و دوستی نیز هست و احساسات انسانی در آن جایگاه ویژه‌ای دارند.»
از دیگر نکاتی که موسکیتی به آن اشاره کرد، بحث حذف بخشی از محتوای جنسی کتاب در فیلم بود: «ما تا همین‌جا هم فشارهای زیادی را برای ساخت فیلمی با درجه سنی «آر» که بچه‌ها نقش اصلی آن هستند تحمل کردیم. مسائل جنسی از مهم‌ترین مضامین رمان کینگ هستند که به خوبی وجه تاریک انسانی را نشان می‌دهد اما به ما اجازه ندادند خیلی وارد این موضوعات بشویم و فکر می‌کنم که خود بچه‌ها نیز این‌گونه راحت‌تر بودند. از همان اول هم که کری فوکوناگا فیلم‌نامه را نوشت، بسیاری از مضامین جنسی کتاب را کنار گذاشت.»

## انتشار

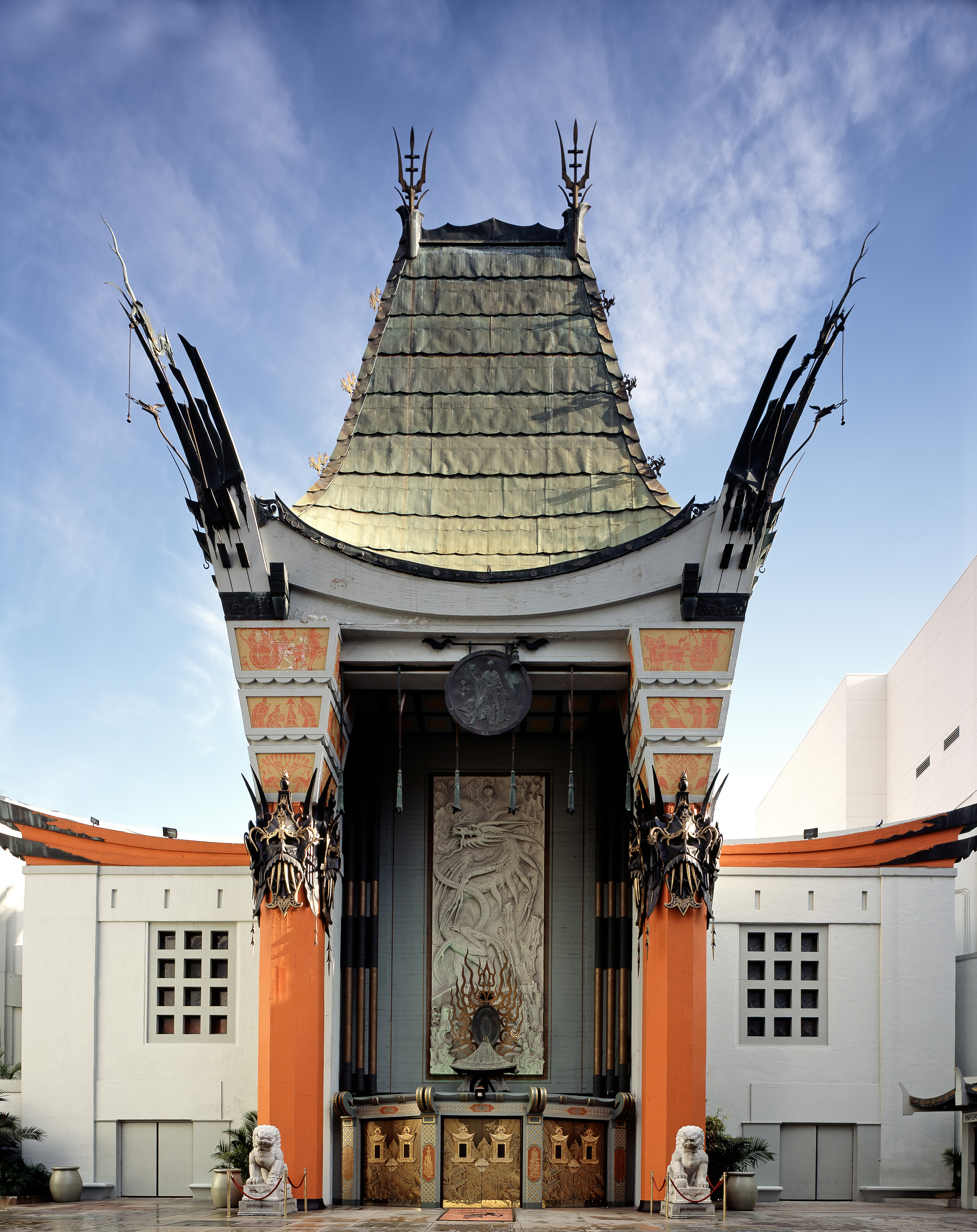
تئاتر چینی گرومن در هالیوود، کالیفرنیا میزبان اولین نمایش جهانی آن بود.

بر اساس برنامه‌ریزی صورت پذیرفته، فیلم آن در تاریخ ۸ سپتامبر ۲۰۱۷ در آمریکای شمالی اکران شد.
اکران فیلم در اروپا از ۶ سپتامبر و در بلژیک از ۷ سپتامبر آغاز شد و سپس در تاریخ ۸ سپتامبر در کشورهای دانمارک، هلند، نروژ و فنلاند به روی پرده رفت.
در ۷ مارس ۲۰۱۷، عنوان این فیلم توسط استفن کینگ، آن: بخش اول - باشگاه بازندگان اعلام شد. فیلم اکران سه‌بعدی نداشت زیرا موسکیتی معتقد بود فرمت سه‌بعدی اصلاً با فضای فیلم سازگار نیست و هزینه بالایی نیز دارد. علاوه بر فرمت همیشگی دوبعدی، فیلم در فرمت آی‌مکس در ۶۱۵ سینما در جهان اکران شد که از این عدد ۳۸۹ سینما مربوط به داخل آمریکا بوده‌اند.

### شبکه خانگی
توزیع دیجیتال فیلم با کیفیت‌های تصویری بلوری و همچنین در قالب دی‌وی‌دی در تاریخ ۱۹ دسامبر ۲۰۱۷ صورت گرفت. نسخه بلوری نهایی و نسخه کارگردان که شامل صحنه‌های حذف شده فیلم است به همراه پشت صحنه و مراحل مختلف ساخت فیلم نیز در تاریخ ۹ ژانویه ۲۰۱۸ در دسترس عموم قرار گرفت.

### بازاریابی
موسکیتی در ۳۱ ژوئن در اینستاگرام خود تصویری از یک چهره شبیه به پنی‌وایز قرار داد تا راه افتادن پیش‌تولید فیلم را جشن بگیرد.
سپس در تاریخ ۱۱ ژوئیه ۲۰۱۶ تصویری از شخصیت ریچی توزیر را منتشر کرد و در آن رسماً اخبار و اطلاعاتی جدید دربارهٔ فیلم را به اشتراک گذاشت. اولین عکس رسمی از فیلم که بیل اسکاشگورد را با گریم پنی‌وایز و بادکنک‌های قرمز نشان می‌داد در تاریخ ۱۳ ژوئیه ۲۰۱۶ منتشر شد که بازخوردهای مثبتی را به دنبال داشت. توماس فریمن در مجله ماکسیم نوشت: «فیزیک و چهره اسکارشگورد به خوبی بر روی گریم نشسته و او را تبدیل به بهترین انتخاب ممکن برای دلقک ناخوشایند کینگ کرده‌است.» کریس اگرتسن در وبسایت هیت فیکس از گریم پنی‌وایز تعریف کرد و نوشت: «ظاهر اسکارشگورد در این نقش به اندازه پنی‌وایز تیم کوری رادیکال نیست اما به جرئت می‌توان گفت که نسخه اسکارشگورد نسبت به کوری، بسیار اغواکننده‌تر است.»
در تاریخ ۳۰ ژوئیه ۲۰۱۶، موسکیتی چند استوری‌برد از فیلم منتشر کرد که در آن‌ها صحنه‌هایی از فیلم از جمله صحنه بازی جرج با قایق کاغذی‌اش در زیر باران به چشم می‌خورد. استوری‌بردهای بعدی نیز به ترتیب شخصیت‌های بورلی و بیل را در موقعیت‌های مختلف نشان می‌دادند.
در تاریخ ۱۶ اوت ۲۰۱۶، انترتینمنت ویکلی تصویر کاملی از بیل اسکاشگورد در نقش پنی‌وایز منتشر کرد. در این شماره، مصاحبه‌ای هم با جینی برانت، طراح صحنه فیلم چاپ شده بود. وبسایت جوبلو که مطالب مختلفی دربارهٔ صنعت سینما منتشر می‌کند، در مقاله‌ای به ظاهر پنی‌وایز در فیلم انتقاد کرد. در بخشی از این نوشته آمده‌است: «طراحی جدید شخصیت پنی‌وایز جذاب است اما مهم‌ترین مشکل آن این است که ظاهرش به‌طور خودکار ترسناک است. این در صورتی است که پنی‌وایز خود را به شکل دلقک ظاهر می‌کند تا بچه‌ها را جذب کند نه اینکه آن‌ها را از همان وهله اول بترساند.» دیو ترابمور در کلایدر نوشت: «اینکه مردم پنی‌وایز اسکارشگورد را خواهند پسندید تا تیم کوریرا، چیزی است که خود آن‌ها باید درباره‌اش نظر بدهند اما چیزی که مشخص است، این است که در نسخه جدید فکر، ایده و خلاقیت بسیار بیشتری به کار رفته‌است.» جاناتان بارکن در بلادی دیسگاستینگ نیز در نوشته‌ای از ظاهر پنی‌وایز تعریف کرد و نوشت که می‌توان به آن امیدوار بود.
در ۹ مارس ۲۰۱۷، و در جریان برگزاری فستیوال جنوب از جنوب غربی، نی‌ها عزیز اعلام کرد که موسکیتی قرار است در بخش «صورت ترس‌های شما» دربارهٔ فیلم آن و آثار الهام‌بخش در ساخت فیلم صحبت کند. در ۱۱ مارس ۲۰۱۷، تیزر تریلری از فیلم به همراه یکی از سکانس‌های آن در این بخش از فستیوال به نمایش درآمد که واکنش‌های بسیاری به دنبال داشت. تریس تورمن در بلادی دیسگاستینگ نوشت: «این شاید فقط ۹۰ ثانیه از فیلم باشد اما ۹۰ ثانیه‌ای است که به طرز عجیبی چشم‌گیر است. تا جایی که می‌توانم بگویم این یکی از بهترین تیزرهایی است که تابه‌حال دیده‌ام.» وبسایت درد سنترال نوشت: «گروه بازیگران نوجوان فیلم به وضوح از همتایان خود در اقتباس کلاسیک بهتر هستند، ارتباط بین آن‌ها فوق‌العاده از کار درآمده و می‌توان فهمید که موسکیتی تا چه حد سخت کار کرده تا آن‌ها به این باور برسند که از پس این کار بر می‌آیند.» اریک وسپ در ای. آی. سی. ان نیز از گروه بازیگران باشگاه بازندگان و نوع پرداخت به کاراکترهای آن‌ها تمجید کرد.
در ۲۸ مارس ۲۰۱۷، نیو لاین سینما اولین تریلر رسمی فیلم به مدت ۱۳۹ ثانیه را منتشر کرد که به همراه تریلر، چندین عکس و پوستر جدید نیز برای فیلم انتشار یافت. تریلر موفق شد با ۱۹۷ میلیون بازدید، رکورد پربازدیدترین کلیپ در یوتیوب در مدت ۲۴ ساعت را بشکند. پیش از این تریلر فیلم سرنوشت خشمگین با ۱۳۹ میلیون بازدید رتبه اول را در اختیار داشت. هشت ماه بعد و در نوامبر ۲۰۱۷، تریلر نخست فیلم انتقام‌جویان: جنگ ابدیت با ۲۳۰ میلیون بازدید این رکورد را شکست. واکنش‌ها به تریلر در فضای مجازی بسیار مثبت بود و همچنین منتقدان نیز از آن تعریف کردند. همچنین این تریلر موفق شد نامزد دریافت جایزه تریلر طلایی برای بهترین فیلم ژانر وحشت شود و در نهایت آن را به دست آورد.
تریلر رسمی دوم فیلم در تاریخ ۷ مه ۲۰۱۷ و با مدت ۱۳۷ ثانیه منتشر شد که برای اولین بار در مراسم جایزه سینمایی و تلویزیونی ام‌تی‌وی در شهر لس آنجلس به نمایش درآمد و با استقبال بسیار خوب تماشاچیان همراه شد. همراه با تریلر جزئیات بیشتری نیز از داستان منتشر شد و همچنین چند عکس جدید در اختیار رسانه‌ها قرار گرفت. منتقدان دیجیتال اسپای و همچنین رولینگ استون یادداشتی دربارهٔ تریلر نوشته و آن را ستودند. این تریلر هم با استقبال خوبی در فضای اینترنت مواجه شد. در ۱۳ ژوئیه ۲۰۱۷، انترتینمنت ویکلی مجموعه عکس‌هایی از فیلم و شخصیت پنی‌وایز را منتشر کرد. به مرور و با نزدیک شدن به زمان اکران فیلم عکس‌ها و اطلاعات بیشتری دربارهٔ فیلم منتشر شد. همچنین بازیگران نوجوان فیلم با گذاشتن پست‌هایی در صفحه‌های اینستاگرام خود، خبر از اکران فیلم دادند و مردم را به تماشای آن دعوت کردند. در ۱۹ ژوئیه ۲۰۱۷ و در طی مراسم کامیک-کان بین‌المللی سن دیگو، نیو لاین سینما به تبلیغ آثار پیش روی پرداخت که در بخشی از این برنامه، دو فیلم ترسناک آن و آنابل: آفرینش نیز حضور داشتند.

## بازخورد

### گیشه
آن در گیشه عملکرد بسیار خوبی داشت و توانست رکوردهای مختلفی را بشکند. فیلم ۳۲۸٫۸ میلیون دلار در آمریکا و کانادا و ۳۷۳ میلیون دلار نیز در نقاط دنیا فروخت و جمع فروشش را به ۷۰۱٫۸ میلیون دلار رساند. بدین ترتیب آن با پشت سر گذاشتن جن‌گیر لقب پرفروش ترین فیلم ترسناک تمام تاریخ سینما را به خود اختصاص داد. آن همچنین اکنون یازدهمین فیلم پرفروش سال ۲۰۱۷ و پرفروش‌ترین فیلم ترسناک این سال است. ددلاین.کام در مقاله‌ای اعلام کرد که فیلم ۲۹۳٫۷ میلیون دلار سود خالص برای سازندگانش به ارمغان آورده که آن را تبدیل به پنجمین فیلم سودآورد سال ۲۰۱۷ و سودآورترین فیلم ترسناک تاریخ سینما می‌کند.
این فیلم در افتتاحیه خود در شمال آمریکا موفق شد ۶۰ میلیون دلار فروش کند. فروشی که برای یک فیلم ترسناک رده «آر»، رقم بسیار خوبی محسوب می‌شود. آن اکران گسترده خود را در ۴٬۱۰۳ سالن سینما آغاز کرد و در پایان هفته اول خود با فروش ۱۶۰ میلیون دلار موفق شد رکورد پرفروش‌ترین افتتاحیه فیلم‌های درجه «آر» را که پیش از این به فیلم لوگان تعلق داشت، بشکند. همچنین با پشت سر گذاشتن فعالیت فراطبیعی ۳، آن پرفروش‌ترین افتتاحیه فیلم‌های ترسناک را نیز به خود اختصاص داد. فیلم در ادامه اکران خود موفق شد با پشت سر گذاشتن ددپول، رکورد بیشترین فروش فیلم‌های درجه «آر» در یک روز را بشکند. آن همچنین در هفته اول اکران، ۸٫۸ میلیون دلار در روز دوشنبه، ۱۱٫۴ میلیون دلار در روز سه‌شنبه و ۷٫۹ میلیون دلار نیز در روز چهارشنبه بفروشد که باتوجه به اکران آن در ماه سپتامبر رقمی بسیار خوب برای سه روز اول هفته محسوب می‌شود. در هفته دوم اکران جهانی، فیلم ۶۰ میلیون دلار دیگر بلیط فروخت که بر اساس آمارها ۵۱٪ از فیلم‌های ترسناک دیگر در هفته‌های دوم اکران بهتر است. پیش‌تر فقط فیلم فعالیت فراطبیعی ۳ موفق شده بود به این موفقیت دست پیدا کند.
آن، موفق شد سه هفته در رتبه اول باکس آفیس آمریکا شمالی قرار بگیرد. با اکران شدن فیلم کینگزمن: محفل طلایی، فروش آن کاهش یافت و فیلم در رتبه دوم باکس آفیس قرار گرفت اما با این حال باز هم ۲۹ میلیون دلار فروش داشت. در هفته چهارم و با اکران فیلم‌های جدید همچون ساخت آمریکا، فروش فیلم روندی نزولی پیدا کرد اما بازهم در میان ده فیلم پرفروش باکس آفیس آمریکای شمالی باقی ماند. فیلم در هفته‌های پنجم و ششم، به ترتیب ۱۰ و ۶٫۱ میلیون دیگر به فروش خود اضافه کرد.

### منتقدان

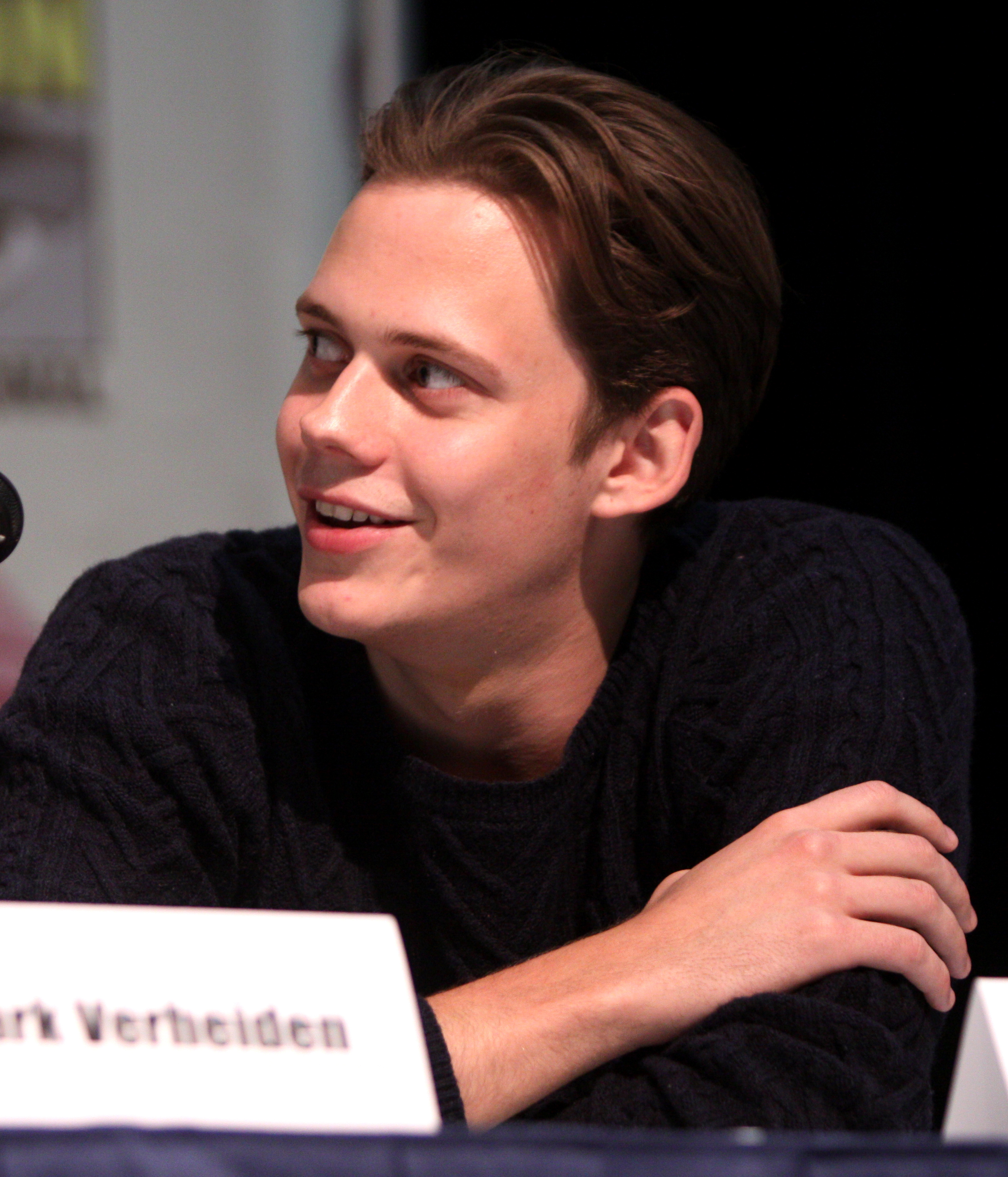
بازی بیل اسکاشگورد در نقش آن تحسین منتقدان را در پی داشته‌است.

آن با استقبال بسیار خوبی از سوی منتقدان و طرفداران سینما مواجه شد. راتن تومیتوز گزارش کرد که ۸۵٪ منتقدان نظر مثبتی نسبت به فیلم داشته‌اند که این میانگین از روی ۳۱۷ نقد به‌دست آمده و در مجموع نمره ۷٫۲/۱۰ را نصیب فیلم می‌کند. منتقدان راتن تومیتوز کارگردانی موسکیتی و شخصیت‌پردازی را مهم‌ترین عامل موفقیت فیلم می‌دانند. در جمع‌بندی نظرات منتقدان راتن تومیتوز آمده‌است: «آن، به طرز فریبنده‌ای ترسناک است. فیلم، بازی‌هایی قوی دارد و موفق می‌شود بدون آنکه عناصر اصلی داستان را از دست بدهد؛ داستان کلاسیک استیون کینگ را تقویت کند.» منتقدان متاکریتیک نیز به فیلم نمره ۶۹ از ۱۰۰ را دادند که این نمره از روی ۴۸ نقد به‌دست آمده‌است. متاکریتیک اعلام کرد نظرات پیرامون فیلم «اغلب مثبت» است. تماشاگران سینمااسکور نیز به فیلم درجه +B دادند که امتیاز متوسطی محسوب می‌شود.
ریچارد روپر در شیکاگو سان-تایمز، چهار ستاره کامل به فیلم داد. او توانایی موسکیتی در خلق صحنه‌های ترسناک را ستود و در بخشی از نقد خود نوشت: «آنچه که بیشتر از هر چیز باعث می‌شود که موهای بدنتان هنگام دیدن فیلم سیخ شود، صحنه‌هایی است که در آن‌ها شخصیت‌های نوجوان فیلم از یکدیگر جدا افتاده و در حمام یا دفتری تاریک گیر افتاده‌اند. کارگردان به خوبی موفق شده موقعیتی ترسناک و پر از تعلیق را خلق کند. آن، بدون شک جزو بهترین فیلم‌های اقتباسی از رمان‌های استفن کینگ است.» اندرو بارکر در ورایتی، از فیلم تعریف کرد و فیلم‌نامه را از مهم‌ترین فاکتورهای موفقیت فیلم دانست. او در بخشی از نقد خود این‌گونه نوشته‌است: «آن مجموعه‌ای از تصاویر کابوس‌وار، وحشتناک و هذیان‌آور است که به خوبی بیننده را می‌ترساند. شخصیت‌ها در طول داستان به خوبی به بلوغ می‌رسند و موسکیتی به کمک افکت‌های صوتی پرسروصدا و یک بیل اسکاشگورد بی‌نظیر بیننده را تا سر حد مرگ وحشت‌زده می‌کند.» مارک کرمد در گاردین، چهار ستاره از پنج ستاره به فیلم داد و آن را اثری پرجوش‌وخروش دانست. او در نقد خود نوشت: «نکته خوب در مورد فیلم این است که در عین ترسناک بودن داستان جذابی برای گفتن دارد. فیلم به خوبی موفق می‌شود جا را برای شخصیت‌ها باز کند تا ما شاهد یک درام هراس‌آور باشیم.» کریستوفر اور در آتلانتیک، نظر متوسطی دربارهٔ فیلم داشت و صحنه‌های ترسناک فیلم را جذاب توصیف کرد و در بخشی از نقد خود نوشت: «آن از دسته فیلم‌های ترسناک قابل احترام است که به شیوه‌ای کلاسیک بیننده را می‌ترساند و برای ایجاد این صحنه‌ها از جلوه‌های ویژه کامپیوتری استفاده نمی‌کند. برای همین است که حس تعلیق فیلم این چنین واقعی از آب درآمده‌است.»
با این حال، همه منتقدان از فیلم راضی نبودند و برخی در نوشته‌های خود آن را یک اثر کلیشه‌ای در ژانر ترسناک دانستند. مایکل فیلیپس در شیکاگو تریبون از جمله منتقدانی است که چندان از فیلم خوشش نیامده است. فیلیپس دو و نیم ستاره از چهار ستاره به فیلم داده و درباره‌اش نوشته: «صحنه‌های ترسناک فیلم همه شبیه به هم هستند. مثل هم شروع شده و مثل هم پایان می‌یابند. ترفندهای موسکیتی برای ترساندن، تنها در دو سه صحنه کوتاه جواب داده و او بیشتر با ایجاد شوک و ترس‌های ناگهانی و افکت‌های صوتی پرسروصدا سعی دارد ترس را به وجود آورد که اغلب نیز ناامیدکننده است.» اریک کوهن از ایندی‌وایر نوشت: «به نظر می‌رسد که کارگردان باید در روش‌های خود برای ایجاد ترس، تجدید نظر کند.» کوهن در بخش دیگری از نقد خود، فیلم‌برداری فیلم را مهم‌ترین نقطه قوت آن دانست. کریس ناشاواتی از انترتینمنت ویکلی، عملکرد بازیگران نوجوان فیلم را ستود اما از صحنه‌های ترسناک فیلم انتقاد کرد و نوشت: «هر چقدر پنی‌وایز را بیشتر می‌بینیم، کمتر در نظرمان ترسناک جلوه می‌کند.»

### جوایز
| فهرست جوایز                          | فهرست جوایز    | فهرست جوایز                           | فهرست جوایز                                                                                   | فهرست جوایز | فهرست جوایز     |
| جایزه                                | تاریخ          | رشته                                  | برنده/نامزد                                                                                   | نتیجه       | منبع.           |
| ------------------------------------ | -------------- | ------------------------------------- | --------------------------------------------------------------------------------------------- | ----------- | --------------- |
| جوایز فیلم بوگی                      | ۸ اکتبر ۲۰۱۷   | جایزه بوگی                            | آن                                                                                            | برنده       | [ ۲۸۳ ]         |
| جوایز فیلم بوگی                      | ۸ اکتبر ۲۰۱۷   | جایزه برنز                            | آن                                                                                            | برنده       | [ ۲۸۳ ]         |
| جوایز فیلم بوگی                      | ۸ اکتبر ۲۰۱۷   | جایزه نقره‌ای                          | آن                                                                                            | برنده       | [ ۲۸۳ ]         |
| جایزه برام استوکر                    | ۴ مارس ۲۰۱۸    | بهترین فیلم‌نامه                       | چِیس پالمر، کری فوکوناگا و گری دابرمن                                                          | نامزدشده    | [ ۲۸۴ ] [ ۲۸۵ ] |
| جوایز فیلم کلیو                      | ۲ نوامبر ۲۰۱۷  | بهترین تریلر                          | بودا جونز                                                                                     | برنده       | [ ۲۸۶ ]         |
| جایزه گزینش منتقدان فیلم             | ۱۱ ژانویه ۲۰۱۸ | بهترین فیلم علمی خیالی یا ترسناک      | آن                                                                                            | نامزدشده    | [ ۲۸۷ ]         |
| جایزه امپایر                         | ۱۸ مارس ۲۰۱۸   | بهترین فیلم ترسناک                    | آن                                                                                            | نامزدشده    | [ ۲۸۸ ]         |
| جوایز فیلم جوبلو                     | ۴ مارس ۲۰۱۸    | بهترین فیلم ترسناک                    | آن                                                                                            | برنده       | [ ۲۸۹ ]         |
| جوایز فیلم جوبلو                     | ۴ مارس ۲۰۱۸    | پدیده سال                             | آن                                                                                            | برنده       | [ ۲۸۹ ]         |
| جوایز فیلم جوبلو                     | ۴ مارس ۲۰۱۸    | بهترین اجرا                           | بیل اسکاشگورد                                                                                 | نامزدشده    | [ ۲۸۹ ]         |
| جوایز فیلم جوبلو                     | ۴ مارس ۲۰۱۸    | بهترین شخصیت                          | پنی‌وایز                                                                                       | نامزدشده    | [ ۲۸۹ ]         |
| جوایز فیلم جوبلو                     | ۴ مارس ۲۰۱۸    | بهترین تریلر سال                      | آن                                                                                            | نامزدشده    | [ ۲۸۹ ]         |
| جایزه گلدن اسکرین                    | سپتامبر ۲۰۱۷   | جایزه ویژه                            | آن                                                                                            | برنده       | [ ۲۹۰ ]         |
| راتن تومیتوز                         | ۲ ژانویه ۲۰۱۸  | بهترین فیلم ترسناک                    | آن                                                                                            | دوم         | [ ۲۹۱ ]         |
| جوایز تریلر طلایی                    | ۶ ژوئن ۲۰۱۷    | بهترین فیلم ترسناک                    | آن                                                                                            | برنده       | [ ۲۹۲ ]         |
| انجمن منتقدان فیلم هیوستون           | ۶ ژانویه ۲۰۱۸  | بهترین پوستر                          | آن                                                                                            | نامزدشده    | [ ۲۹۳ ]         |
| جایزه سینمایی و تلویزیونی ام‌تی‌وی     | ۱۸ ژوئن ۲۰۱۸   | جایزه سینمایی ام‌تی‌وی برای بهترین فیلم | آن                                                                                            | نامزدشده    | [ ۲۹۴ ]         |
| جایزه سینمایی و تلویزیونی ام‌تی‌وی     | ۱۸ ژوئن ۲۰۱۸   | جایزه سینمایی ام‌تی‌وی بهترین نقش منفی  | بیل اسکاشگورد                                                                                 | نامزدشده    | [ ۲۹۴ ]         |
| جایزه سینمایی و تلویزیونی ام‌تی‌وی     | ۱۸ ژوئن ۲۰۱۸   | بهترین نمایش ترس                      | سوفیا لیلیس                                                                                   | نامزدشده    | [ ۲۹۴ ]         |
| جایزه سینمایی و تلویزیونی ام‌تی‌وی     | ۱۸ ژوئن ۲۰۱۸   | بهترین تیم بازیگری                    | فین ولفهارد، سوفیا لیلیس، جیدن لیبرهر، جک دیلن گریزر، وایات اولف، جرمی ری تیلور و چوزن جیکوبس | برنده       | [ ۲۹۴ ]         |
| جایزه ساترن                          | ۲۸ ژوئن ۲۰۱۸   | جایزه ساترن بهترین فیلم ترسناک        | آن                                                                                            | نامزدشده    | [ ۲۹۵ ]         |
| جایزه ساترن                          | ۲۸ ژوئن ۲۰۱۸   | بهترین بازیگر نقش مکمل مرد            | بیل اسکاشگورد                                                                                 | نامزدشده    | [ ۲۹۵ ]         |
| جایزه ساترن                          | ۲۸ ژوئن ۲۰۱۸   | بهترین بازیگر نوجوان                  | سوفیا لیلیس                                                                                   | نامزدشده    | [ ۲۹۵ ]         |
| انجمن منتقدان جشنواره فیلم سنت لوئیس | ۱۷ دسامبر ۲۰۱۷ | بهترین فیلم‌نامه اقتباسی               | فیلم‌نامه آن نوشته چیس پالمر، گری دوبرمن، کری فوکوناگا با اقتباس از رمان استیون کینگ           | نامزدشده    | [ ۲۹۶ ]         |
| جوایز برگزیده نوجوانان               | ۱۲ اوت ۲۰۱۸    | بهترین نقش منفی                       | بیل اسکاشگورد                                                                                 | نامزدشده    | [ ۲۹۷ ] [ ۲۹۸ ] |
| جوایز برگزیده نوجوانان               | ۱۲ اوت ۲۰۱۸    | بهترین بازیگر تازه‌وارد                | سوفیا لیلیس                                                                                   | نامزدشده    | [ ۲۹۷ ] [ ۲۹۸ ] |
| جوایز برگزیده نوجوانان               | ۱۲ اوت ۲۰۱۸    | بهترین زوج دو نفره                    | سوفیا لیلیس و جرمی ری تیلور                                                                   | نامزدشده    | [ ۲۹۷ ] [ ۲۹۸ ] |
| جایزه منتقدان فیلم جشنواره واشینگتن  | ۸ دسامبر ۲۰۱۷  | بهترین تیم بازیگری                    | آن                                                                                            | نامزدشده    | [ ۲۹۹ ]         |
| جایزه منتقدان فیلم جشنواره واشینگتن  | ۸ دسامبر ۲۰۱۷  | بهترین بازیگر نوجوان                  | سوفیا لیلیس                                                                                   | نامزدشده    | [ ۲۹۹ ]         |

## دنباله
روی لی تهیه‌کننده فیلم، در ۱۶ فوریه ۲۰۱۶ در مصاحبه‌ای با وبگاه کلایدر، برای اولین بار دربارهٔ جزئیات قسمت دوم فیلم صحبت کرد. او در جریان این گفتگو فاش کرد که موسکیتی طرح اولیه قسمت دوم را که به زندگی بزرگسالی شخصیت‌ها و بخش دوم کتاب می‌پردازد نوشته‌است و همه‌چیز بستگی به موفقیت فیلم دارد. در ۱۹ ژوئیه ۲۰۱۷ موسکیتی رسماً اعلام کرد که در حال تدارک‌های اولیه برای ساخت قسمت دوم است. موسکیتی در طی مصاحبه‌ای جزئیاتی دربارهٔ قسمت دوم را بیان کرد: «ما احتمالاً تا ژوئن ۲۰۱۸ کار فیلم‌نامه را به پایان خواهیم رساند و از ماه مارس کارها را جدی‌تر دنبال خواهیم کرد. قسمت اول فقط دربارهٔ بچه‌ها بود و به بخش اول کتاب می‌پرداخت اما در قسمت دوم ما به سراغ بزرگسالی شخصیت‌ها و بخش دوم کتاب رفته‌ایم. داستان ۳۰ سال بعد از قسمت اول اتفاق می‌افتد.» از آنجا که گروه بازیگران نوجوان فیلم با استقبال بالایی در میان مردم همراه بودند موسکیتی قصد ندارد آن‌ها را حذف کند. موسکیتی در این باره می‌گوید: «ما همه عاشق بچه‌ها هستیم. آن‌ها در جلوی دوربین فوق‌العاده بودند. ما در قسمت دوم فلش بک‌هایی به گذشته و قسمت اول داریم و برای همین بچه‌ها در فیلم حضور خواهند داشت.» بعد از موفقیت تجاری و انتقادی قسمت اول، موسکیتی دربارهٔ ساخت قسمت دوم بیشتر اظهار امیدواری کرد. او معتقد است که عنوان «دنباله» چندان برای کاری که او در نظر دارد مناسب نیست. وی در این باره گفته‌است: «به نظرم کاری که ما می‌کنیم چندان به دنباله‌سازی شبیه نیست. دنباله‌ها اساساً در پی موفقیت قسمت پیشین خود می‌آیند اما برنامه ما از اول این بود که دو فیلم بسازیم. ما شخصیت‌هایی داریم که قرار است در دو بخش بزرگسالی و کودکی به تصویر کشیده شوند. برای همین معتقدم این بیشتر بخش دوم پروژه است تا یک دنباله با اهداف تجاری.» موسکیتی همچنین گفت که احتمالاً دو صحنه حذف شده از قسمت اول در قسمت دوم نیز مورد استفاده قرار می‌گیرند. او همچنین اعلام کرد که قسمت دوم تفاوت‌هایی با کتاب خواهد داشت.
در تاریخ ۲۵ سپتامبر ۲۰۱۷ اعلام شد که کار نوشتن فیلم‌نامه شروع شده‌است. نیو لاین سینما تاریخ رسمی اکران آن: بخش دوم را ۶ سپتامبر ۲۰۱۹ تعیین کرد. کار نوشتن فیلم‌نامه برعهده گری دوبرمن و جفری جورگنسن گذاشته شد و موسکیتی همچون قسمت اول، فقط وظیفه کارگردانی را برعهده گرفت و در نگارش مستقیم فیلم‌نامه دخالتی نداشت. همچنین خواهر اندی موسکیتی، یعنی باربارا همچون فیلم اول به‌عنوان یکی از تهیه‌کنندگان با گروه همکاری کرد. در فوریه ۲۰۱۸، خبر رسید که جسیکا چستین برای بازی در نقش بزرگسالی بورلی مارش به پروژه پیوسته‌است. چستین نخستین بازیگری بود که حضورش در فیلم قطعی شد و بدین ترتیب بعد از فیلم ماما، او دومین همکاری خود با موسکیتی را تجربه کرد. جیمز مک‌آووی و بیل هیدر دیگر بازیگرانی بودند که به پروژه پیوستند و به ترتیب در نقش بیل و ریچی ظاهر شدند.
آن: بخش دوم، در تاریخ ۶ سپتامبر ۲۰۱۹ اکران شد.

## واژه‌نامه
1. ↑  Roy Lee
2. ↑  Seth Grahame-Smith
3. ↑  David Katzenberg
4. ↑  Barbara Muschietti
5. ↑  Chase Palmer
6. ↑  Chung Chung-hoon
7. ↑  Vertigo Entertainment
8. ↑  Lin Pictures
9. ↑  KatzSmith Productions
10. ↑  Derry
11. ↑  Georgie
12. ↑  Losers' Club
13. ↑  Ben
14. ↑  Mike
15. ↑  Richie Tozier
16. ↑  Trashmouth
17. ↑  Ben Hanscom
18. ↑  Stanley Uris
19. ↑  Mike Hanlon
20. ↑  Eddie Kaspbrak
21. ↑  Henry Bowers
22. ↑  Georgie Denbrough
23. ↑  Owen Teague
24. ↑  Patrick Hockstetter
25. ↑  Logan Thompson
26. ↑  Vic Criss
27. ↑  Jake Sim
28. ↑  Reginald Huggins
29. ↑  Tatum Lee
30. ↑  David Kajganich
31. ↑  Doug Davison
32. ↑  PG-13
33. ↑  Mara LePere
34. ↑  Queen Street
35. ↑  Walton Street
36. ↑  Robertson streets
37. ↑  Memorial Park
38. ↑  Capitol Theatre
39. ↑  Hayward
40. ↑  Victoria
41. ↑  Sullivan
42. ↑  Guardian Drugs
43. ↑  Riverdale
44. ↑  Katherine Jane Bryant
45. ↑  Rodeo FX
46. ↑  Every 27 Years
47. ↑  Paper Boat
48. ↑  Georgie, Meet Pennywise
49. ↑  Derry
50. ↑  River Chase
51. ↑  Egg Boy
52. ↑  Come Join the Clowns, Eds
53. ↑  You'll Float Too
54. ↑  Shape Shifter
55. ↑  Hockstetter Attack
56. ↑  Haircut
57. ↑  Derry History
58. ↑  January Embers
59. ↑  Saving Mike
60. ↑  This Is Not a Dream
61. ↑  Slideshow
62. ↑  Georgie's Theme
63. ↑  He Didn't Stutter Once
64. ↑  29 Neibolt St
65. ↑  Time to Float
66. ↑  It's What It Wants
67. ↑  You'll Die If You Try
68. ↑  Return to Neibolt
69. ↑  Into the Well
70. ↑  Pennywise's Tower
71. ↑  Deadlights
72. ↑  Searching for Stanley
73. ↑  Saving Beverly
74. ↑  Georgie Found
75. ↑  Transformation
76. ↑  Feed on Your Fear
77. ↑  Welcome to the Losers Club
78. ↑  Yellow Raincoat
79. ↑  Blood Oath
80. ↑  Kiss
81. ↑  Every 27 Years (Reprise)
82. ↑  Epilogue – The Pennywise Dance
83. ↑  Chris Eggertsen
84. ↑  HitFix
85. ↑  JoBlo
86. ↑  Dave Trumbore
87. ↑  Jonathan Barkan
88. ↑  Bloody Disgusting
89. ↑  Neha Aziz
90. ↑  Face Your Fears
91. ↑  Trace Thurman
92. ↑  Dread Central
93. ↑  Eric Vespe
94. ↑  AICN
95. ↑  Andrew Barker
96. ↑  Christopher Orr
97. ↑  Eric Kohn
98. ↑  Chris Nashawaty
99. ↑  Jeffrey Jurgensen